# Nikola Tesla
Pour les articles homonymes, voir Nikola Tesla (homonymie).
Nikola Tesla (en serbe cyrillique : Никола Тесла), né le 10 juillet 1856 à Smiljan dans l'empire d'Autriche (actuelle Croatie) et mort le 7 janvier 1943 à New York, est un inventeur et ingénieur américain d'origine serbe. Il est connu pour son rôle prépondérant dans le développement et l'adoption du courant alternatif pour le transport et la distribution de l'électricité.
Tesla a d'abord travaillé dans la téléphonie et l'ingénierie électrique avant d'émigrer aux États-Unis en 1884 pour travailler avec Thomas Edison puis avec George Westinghouse, qui enregistra un grand nombre de ses brevets. Considéré comme l’un des plus grands scientifiques dans l’histoire de la technologie, pour avoir déposé quelque 300 brevets couvrant au total 125 inventions (qui seront pour beaucoup attribuées à tort à Edison) et avoir décrit de nouvelles méthodes pour réaliser la « conversion de l’énergie », Tesla est reconnu comme l’un des ingénieurs les plus créatifs de la fin du XIXe et du début du XXe siècle. Quant à lui, il préférait plutôt se définir comme un découvreur.
Ses travaux les plus connus et les plus largement diffusés portent sur l’énergie électrique. Il a mis au point les premiers alternateurs permettant la naissance des réseaux électriques de distribution en courant alternatif, dont il est l’un des pionniers. Tesla s’est beaucoup intéressé aux technologies modernes, se focalisant sur l’électricité qui était le noyau de ses inventions. Il est connu pour avoir su mettre en pratique la découverte du caractère ondulatoire de l’électromagnétisme (théorisé par James Clerk Maxwell en 1864), en utilisant les fréquences propres des composants des circuits électriques, afin de maximiser leur rendement.
De son vivant, Tesla était renommé pour ses inventions, ainsi que pour son sens de la mise en scène, faisant de lui un archétype du « savant fou ». Grand humaniste, qui se fixait comme objectif d'apporter gratuitement l'électricité dans les foyers et de la véhiculer sans fil,, il demeura toutefois relativement méconnu pendant plusieurs décennies après sa mort, mais son œuvre entraîne un regain d'intérêt dans la culture populaire depuis les années 1990. En 1960, le nom tesla (T) est donné à l’unité internationale d’induction magnétique. En 2003 est créé un constructeur automobile novateur de voitures électriques, dont le nom, Tesla Inc., est choisi en référence à Nikola Tesla.
Son lieu de sépulture se trouve à Belgrade, en Serbie, dans le musée Nikola-Tesla.

## Biographie

### Nationalité et origines

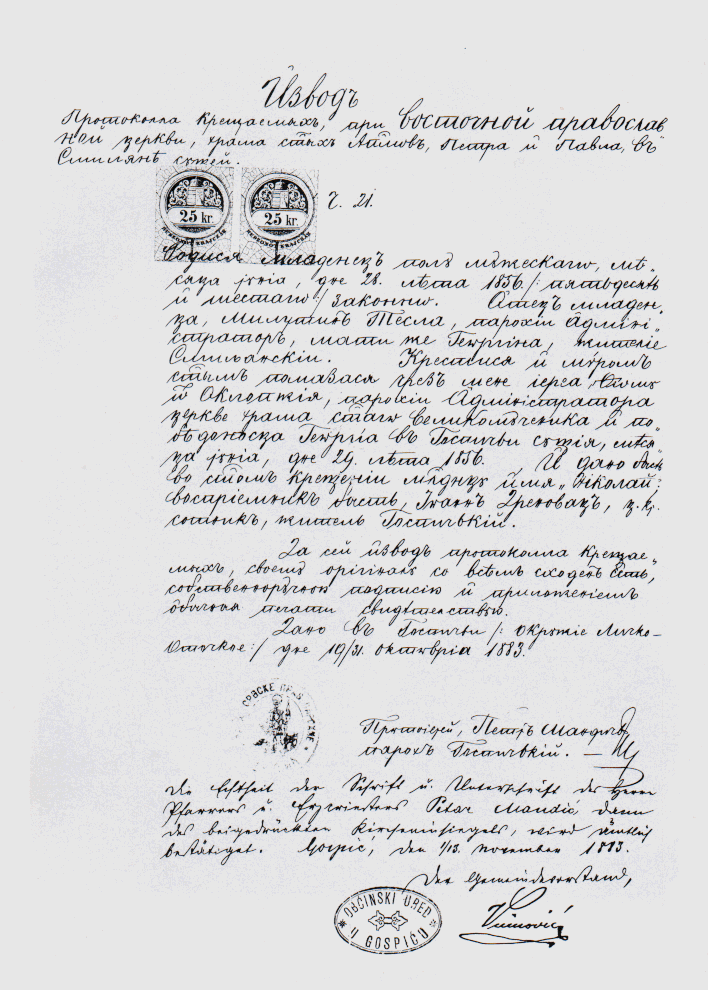
Certificat de baptême de Tesla (en serbe cyrillique, seul alphabet utilisé par l'Église orthodoxe serbe).

Nikola Tesla naît dans une famille serbe orthodoxe de Lika, en Krajina croate, venue de l'ouest de la Serbie, près du Monténégro. Fier de ses origines, Tesla a toujours revendiqué à la fois ses ascendances serbes et son héritage croate, s'identifiant comme un Serbe de Croatie,,,,. Cependant, né au sein de l'empire d'Autriche, Tesla s'est déclaré de nationalité autrichienne lors de sa demande de naturalisation américaine en 1891.
Les Tesla seraient issus de la famille Draganić, dont une branche aurait adopté le surnom « Tesla » signifiant herminette en serbe, donné en raison d'une caractéristique physique particulière de ses membres. Une autre légende les lie à la famille noble d'Herzégovine de Pavle Orlović, un chevalier serbe semi-mythologique.
Toutefois, parce qu'il est né dans la partie croate des confins militaires (une zone tampon contrôlée par les Habsbourg le long de la frontière ottomane), certains Croates revendiquent pour Tesla la nationalité croate,. Ainsi, depuis sa mort en 1943, de nombreuses controverses ont éclaté quant à sa nationalité, des nationalistes serbes et croates se livrant à de nombreux débats pour s'attribuer son origine,,. Toutefois en 2006, pour les 150 ans de sa naissance, une cérémonie est organisée dans son village natal. Y assistent à la fois le président croate Stjepan Mesić qui présente Tesla comme « un Serbe, fils de la Croatie et citoyen du monde » et le président de la Serbie Boris Tadić pour qui Tesla fait partie du « trésor commun » aux pays de la région. Lors de cette réunion, la majorité des discours insistent sur le passé commun à la Serbie et la Croatie, dont Tesla est un symbole.

### Jeunesse

#### Enfance
Nikola Tesla naît dans la nuit du 9 au 10 juillet 1856, à Smiljan, dans les confins militaires de l’empire d’Autriche. Il naît lors d'une nuit d'orage très violente. Sa grand-mère interprète cela en disant que l'enfant serait l'« enfant de la nuit », alors que sa mère au contraire déclare qu'il serait l'« enfant de la lumière ». Son père, Milutin Tesla, est le prêtre orthodoxe serbe de Smiljan. Sa mère, Duka Mandić, est la fille d’un prêtre orthodoxe serbe originaire de Lika et Banija et antérieurement du Kosovo. Elle a un don pour la fabrication d’outils artisanaux et, bien qu’analphabète, est capable de mémoriser des textes de poésie épique serbe et des passages de la Bible. Nikola est le quatrième de cinq enfants. Il a trois sœurs, Milka, Angelina et Marica, et un frère aîné, Dane, qui décède après un accident de cheval alors que Nikola a sept ans.

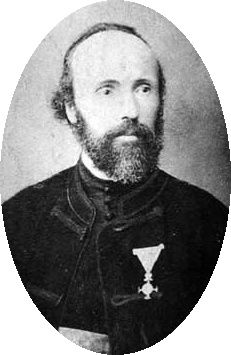
Milutin Tesla, prêtre orthodoxe serbe, père de Nikola Tesla, décoré de la croix du Mérite civil.

La mort de Dane a un impact négatif sur la relation qu'a Nikola avec ses parents, plus particulièrement avec son père. En effet, Dane est vu comme « extraordinairement doué » et est le fils préféré de Milutin. Sa mort est ainsi très difficile à accepter, et Nikola se sent rejeté par ses parents : « Tout ce que j'ai fait de louable n'a fait qu'accentuer le sentiment de perte de mes parents. J'ai donc grandi avec peu de confiance en moi ». Dane étant censé suivre son père en devenant à son tour prêtre, c'est sur Nikola que Milutin repose ses espoirs. Il donne alors à Nikola des exercices, tels que du calcul mental, répéter de longues phrases ou essayer de deviner ses pensées, tous dans un but d'améliorer son esprit critique. Sa relation compliquée avec son père provoque des obsessions étranges chez Nikola : il ne supporte pas la vue de boucles d’oreilles et de perles sur les femmes, il refuse de toucher les cheveux d'autres personnes, est dérangé par l'odeur du camphre, est obligé de compter ses pas et se force à faire un nombre d'actes divisible par trois sans quoi il recommence toute action.
Dès son enfance, Tesla montre de grandes aptitudes intellectuelles, bénéficiant d’une mémoire eidétique hors du commun et d’un génie inventif qu'il attribue plus tard aux gènes et à l'influence de sa mère. Tesla est cependant troublé par des visions et a de la peine à contrôler ses émotions. Il se passionne pour le tir à l'arc et utilise son imagination pour « chevaucher ces flèches qu'il tire hors de vue dans les voûtes bleues du ciel ». Il essaie alors d'imaginer un appareil qui lui permettrait de voler et conçoit un objet volant utilisant les propriétés du vide et de la pression pour faire tourner un cylindre. Ses premières expérimentations s'avèrent concluantes, mais la vitesse de rotation du cylindre n'est finalement pas suffisante pour faire décoller l'engin. Un autre projet de machine volante, censée « mettre les énergies de la nature au service de l'homme », consiste à mouvoir quatre hélices en y attachant des hannetons. Ce projet est cependant abandonné après qu'un autre enfant a attrapé et mangé un des insectes. Dégoûté par l'événement, Tesla promet de ne plus jamais toucher d'insectes de sa vie.
Peu après la mort de son frère, Tesla commence à lire dans la bibliothèque de son père, ce que ce dernier n'approuve pas. Milutin cache les bougies pour empêcher Nikola de se « ruiner les yeux », mais Tesla finit par créer ses propres bougies et continue à lire. À 12 ans, il découvre le livre Abafi de Miklós Jósika, qui raconte l'histoire d'un . Ce livre est une révélation pour Tesla et il lui permet d'enfin prendre contrôle de ses émotions : « En peu de temps, j'ai vaincu ma faiblesse et j'ai ressenti un plaisir que je n'avais jamais connu auparavant, celui de faire ce que je voulais »,.

#### Éducation
En 1861, Tesla fréquente l'école primaire de Smiljan où il étudie l'allemand, l'arithmétique et la religion. En 1862, la famille Tesla s'installe dans la localité voisine de Gospić, où le père de Tesla travaille comme curé de paroisse. Tesla y termine l'école primaire, puis le collège. En 1870, Tesla s'installe à Karlovac pour suivre les cours du lycée de Karlovac (en), où les cours sont dispensés en allemand, comme c'était l'usage dans les écoles situées à l'intérieur de la frontière militaire austro-hongroise,. Tesla est capable de faire du calcul intégral de tête, ce qui fait croire à ses professeurs qu'il triche. Il termine un cursus de quatre ans en trois ans et obtient son diplôme en 1873.

#### Premier contact avec l'électricité
Tesla commence à s'intéresser à l'électricité très jeune. Alors qu'il joue avec le chat familial Macak, il découvre l'électricité statique, « un miracle qui [le] rend muet d'étonnement ». Il déclare plus tard : « Le dos de Macak était une feuille de lumière et ma main produisait une pluie d'étincelles assez forte pour être entendue dans toute la maison ». Curieux, il interroge son père, qui lui répond qu'il s'agit d’électricité, « la même chose que l'on voit à travers les arbres lors d'une tempête ». Ces premiers questionnements deviennent une véritable obsession pour Tesla : « Je ne peux pas exagérer l'effet de cette merveilleuse nuit sur mon imagination enfantine. Jour après jour, je me suis demandé « Qu'est-ce que l'électricité ? » et je n'ai trouvé aucune réponse ».
Au lycée de Karlovac, Tesla est impressionné par les démonstrations de son professeur de physique. Elles le motivent plus que jamais à étudier l'électricité, cette « force merveilleuse ». Tesla lit alors tout ce qu'il trouve sur le phénomène, se prend de passion pour le radiomètre de Crookes et expérimente avec des batteries, des bobines et des générateurs électriques.

#### Maladies

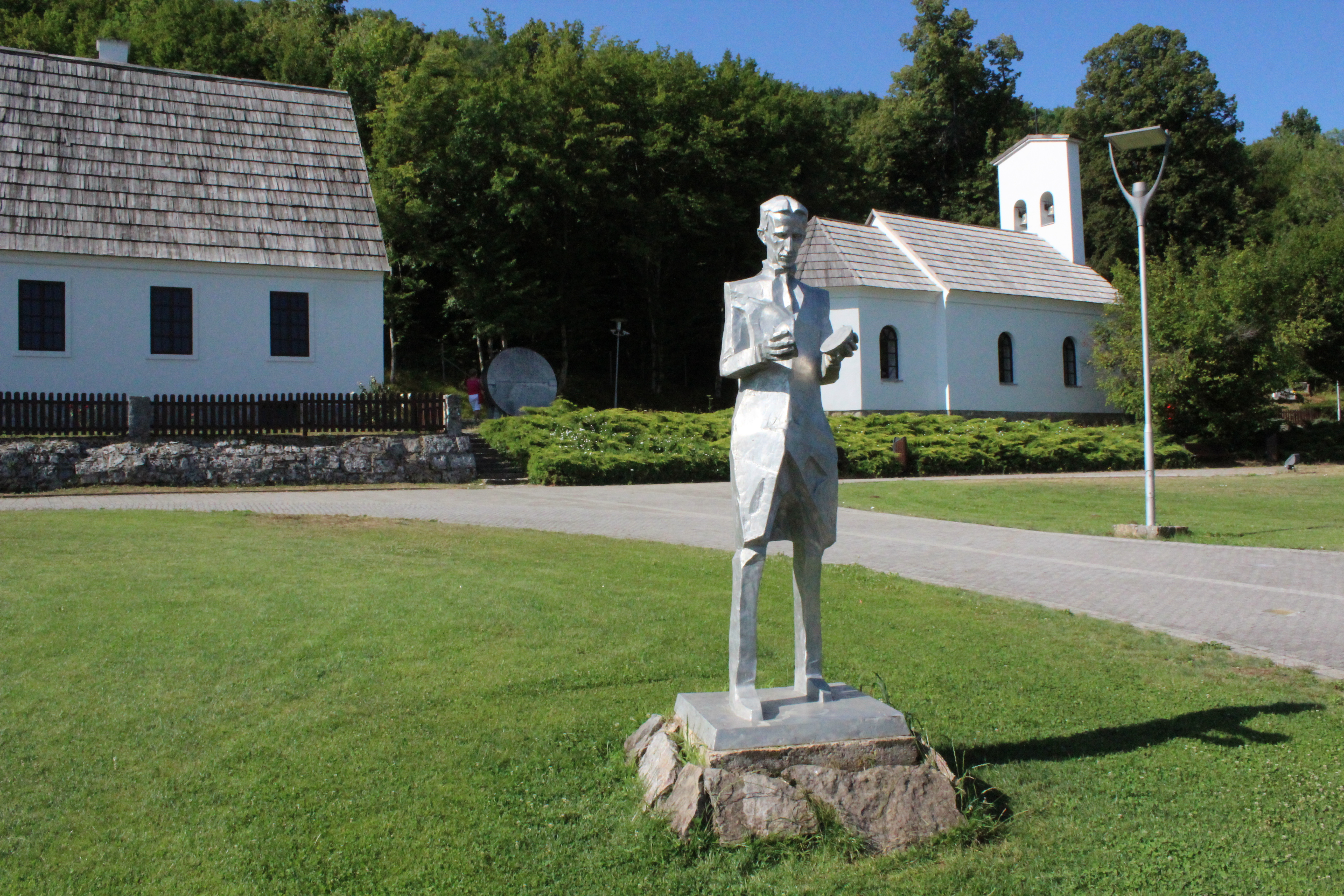
Statue de Tesla dans le village de Smiljan.

Alors qu'il étudie à Karlovac, Tesla vit avec la sœur de son père dans une zone très marécageuse. Les moustiques y sont ainsi nombreux, et il contracte le paludisme, qu'il traite en prenant énormément de quinine. La maladie ne le quitte cependant pas avant plusieurs années,.
Une fois son diplôme du lycée Karlovac obtenu, Tesla retourne à Smiljan. Peu après son arrivée, il contracte le choléra, reste alité pendant neuf mois et frôle la mort à plusieurs reprises. Le père de Nikola, dans un moment de désespoir, et bien qu'il veuille que son fils entre dans la prêtrise, promet de l'envoyer dans la meilleure école d'ingénieurs s'il se remet de la maladie,,. Alors qu'il est malade, il lit les œuvres de Mark Twain, ce qu'il considère comme l'ayant aidé à se remettre miraculeusement de sa maladie.

### Études secondaires
En 1874, Tesla échappe au service militaire obligatoire dans l'armée austro-hongroise à Smiljan en s'enfuyant au sud-est de Lika à Tomingaj, près de Gračac. Là, il explore les montagnes en tenue de chasseur, lit de nombreux livres et conçoit des inventions qu'il juge lui-même « délirantes »,. Selon Tesla, ce contact avec la nature l'a rendu plus fort, tant physiquement que mentalement.
En 1875, Tesla s'inscrit à l'université technique de Graz grâce à une bourse de la Frontière militaire,. Il s’enrôle dans les départements de physique et mathématiques dans l'idée de devenir plus tard professeur, probablement pour satisfaire son père qui aurait eu du mal à imaginer Nikola en tant qu'ingénieur. Durant sa première année, Tesla ne manque jamais un cours, obtient les meilleures notes possibles, réussit neuf examens (presque deux fois plus que le nombre requis) et fonde un club culturel serbe,. Le doyen de la faculté technique adresse alors une lettre à son père dans laquelle il déclare : « Votre fils est une étoile de premier rang ». Quand Tesla rentre à Smiljan à la fin de l'année scolaire, il s'attend à impressionner ses parents avec ses résultats, mais les retrouve peu enthousiastes et inquiets pour sa santé. En effet, durant l'année scolaire, Tesla a un rythme de vie effréné ; il se réveille à 3 heures du matin et lit généralement jusqu'à 23 heures, ne se laissant aucune pause pour des loisirs, même les dimanches et les jours de fête. Un de ses professeurs, craignant pour la santé de Tesla, envoie ainsi plusieurs lettres tout au long de l'année scolaire au père de Nikola le priant de retirer son fils de l'école,.
En 1876 ou 1877, Tesla entre en désaccord avec son professeur de physique Jakob Pöschl lors de la démonstration d'une machine de Gramme. Pöschl raccorde la machine à une batterie pour l'utiliser comme moteur en courant continu, mais les balais, mal ajustés, créent des étincelles. Tesla observe alors la machine et conclut qu'elle pourrait fonctionner de la même manière sans balais. Pöschl, qui pense que ce sont les balais qui convertissent l'énergie électrique en énergie mécanique, contredit Tesla en précisant que, selon lui, cela serait équivalent à tenter de créer un mouvement perpétuel. Convaincu qu'il a raison, Tesla abandonne ses plans de devenir professeur et intègre la faculté d'ingénierie,.
Bien que sa position d'étudiant en ingénierie lui aurait permis de construire un modèle fonctionnel de moteur sans balais, Tesla choisit de simplement explorer l'idée dans son imagination, en deux étapes : « J'ai commencé par imaginer une machine à courant continu, la faire fonctionner et suivre le flux changeant des courants dans l'armature. Ensuite, j'imaginais un alternateur et j'étudiais les processus qui se déroulaient de la même manière. […] Les images que j'ai vues étaient pour moi parfaitement réelles et tangibles »,. Tesla pense donc que la solution se trouve en courant alternatif, une innovation puisque, à cette époque, on utilise du courant continu pour presque toutes les applications de l'électricité. Tesla a également l'idée de coupler un moteur à un générateur, et non pas une batterie, ce qui est également une innovation probablement inspirée par la présentation d'Hippolyte Fontaine à Vienne, que Pöschl a expliqué à Tesla, durant laquelle Fontaine raccorde un moteur à une dynamo. Malgré un concept de base bien établi, Tesla n'arrive pas à réaliser son idée physiquement.
Après une altercation avec un camarade de classe allemand, durant laquelle celui-ci se moque de Tesla pour son assiduité au travail scolaire, Tesla commence à sortir avec d'autres étudiants jusqu'à tard le soir. Il y apprend les dominos, les échecs, devient un très bon joueur de billard et développe une addiction aux jeux de cartes et d'argent,. Lors du premier semestre de sa troisième année d'études, Tesla ne va plus en cours et il n'est enregistré dans aucune classe au printemps 1878. Tesla perd ainsi sa bourse militaire et tente en vain d'en obtenir une nouvelle auprès d'un journal pro-serbe de Novi Sad.
Selon certaines sources, Tesla aurait obtenu son diplôme de premier cycle de l’université de Graz,. Toutefois, selon l’université, il n’aurait pas poursuivi ses études au-delà du premier semestre de sa troisième année et n'aurait ainsi obtenu aucun diplôme,,.

### Premiers emplois

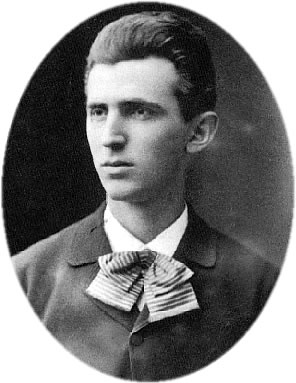
Nikola Tesla vers 1879,
âgé de 23 ans.

En décembre 1878, Tesla quitte Graz, n'a plus de contact avec sa famille et déménage à Maribor où on l’emploie comme assistant ingénieur. Il passe alors ses soirées dans une taverne, « Le paysan heureux », à jouer aux cartes. En janvier 1879, son ancien colocataire Kosta Kulišić séjourne à Maribor et rencontre par hasard Tesla à la taverne. Kulišić contacte alors la famille de Tesla, leur indiquant qu'il se trouvait à Maribor. Deux mois plus tard, Milutin Tesla se rend à Maribor pour convaincre Nikola de reprendre ses études à l’université Charles de Prague. Tesla refuse alors de rentrer chez ses parents et tient tête à son père, qui tombe malade. Tesla est cependant renvoyé à Gospić quelques semaines plus tard après avoir été arrêté pour vagabondage. Milutin, frappé de voir son fils ramené par la police, meurt le 17 avril 1879.
Après la mort de son père, Tesla reste à Gospić, continue de participer à des jeux d'argent et enseigne dans son ancienne école,. Avec l'aide de sa mère, il parvient à se contrôler et accepte finalement de reprendre ses études à Prague, ses oncles maternels lui fournissant les fonds nécessaires. Là, il est influencé par Ernst Mach et suit un cours de Carl Stumpf intitulé « David Hume et l'investigation de l'intellect humain » dans lequel Tesla apprend le concept de tabula rasa. Tesla continue de travailler sur son idée de moteur à courant alternatif à Prague, bien qu'il soit uniquement inscrit à des cours de mathématiques, physique expérimentale et philosophie : « L'atmosphère de cette vieille et intéressante ville était favorable à l'invention ». Il y fait des expérimentations, telles que « détacher le collecteur de la machine et étudier le fonctionnement sous ce nouvel aspect », sans vraiment parvenir à des résultats concluants. Malgré cela, ces essais s'avèrent importants pour Tesla car ils lui permettent de mieux comprendre le fonctionnement d'un moteur et il sent qu'il « se rapproche d'une solution ».
En janvier 1881, alors que ses oncles ont arrêté de lui envoyer de l'argent, Tesla quitte Prague pour Budapest. Tesla choisit Budapest, car il a récemment appris que Tivadar Puskás, un collaborateur de Thomas Edison, est sur le point d'y construire des centraux téléphoniques. Les travaux doivent être supervisés par Ferenc Puskás, le frère de Tivadar, qui a servi dans l'armée dans la même unité que l'oncle de Tesla, Pavle Mandić. Tesla demande ainsi à son oncle de le recommander pour aider à construire le réseau téléphonique de Budapest mais, n'arrivant pas à financer leur projet immédiatement, les frères Puskás trouvent un travail à Tesla comme dessinateur pour l'Office central du télégraphe du gouvernement hongrois. Très vite repéré par l'inspecteur en chef, il est finalement transféré à un poste où il fait des calculs et des estimations et aide à la conception d'une nouvelle installation téléphonique. Tesla réalise alors sa première réelle invention, un ancêtre du haut-parleur qu'il n'a jamais breveté ni exposé publiquement.
Bien qu'il soit d'abord heureux d'être en contact direct avec des appareils électriques, Tesla se lasse vite d'un travail qu'il juge trop limité. Tesla finit donc par démissionner et se tourne vers ses inventions. Durant l'année 1881, Tesla est affecté par une étrange maladie que les médecins n'arrivent pas à diagnostiquer. Il souffre notamment d'une sensibilité aiguë de tous les sens — John Joseph O'Neill décrit son ressenti entre autres de la façon suivante : « un faisceau de lumière brillant sur lui produit l'effet d'une explosion interne » — et reste cloué au lit plusieurs mois, les médecins lui donnant peu de chance de s'en sortir. Il est possible que cette maladie soit une dépression nerveuse due au peu d'intérêt que les gens portent à ses nouvelles inventions. Tesla doit sa rémission à Antal Szigeti, un homme qu'il rencontre à Budapest et avec qui il se lie d'amitié : « [Szigeti] était un athlète d'une puissance physique extraordinaire — l'un des hommes les plus forts de Hongrie. Il m'a traîné hors de ma chambre et m'a obligé à faire des exercices physiques… il m'a sauvé la vie ».
Pour aider Tesla à se remettre de sa maladie, Szigeti l'invite à venir marcher avec lui au Városliget. Tesla accepte et passe la plupart de ses soirées avec Szigeti à discuter de ses idées de moteur à courant alternatif. Un jour, alors que Tesla récite un poème de Johann Wolfgang von Goethe, il a un « instant eurêka » pendant lequel une idée lui vient « comme un éclair ». Il commence alors à dessiner les plans d'une nouvelle invention dans le sable tout en l'expliquant à Szigeti. Les images seraient apparues tellement clairement à Tesla qu'il en serait venu à demander à son ami s'il « voyait le moteur tourner ». C'est les images « du soleil qui se retire et se précipite en avant » et « des ailes invisibles qui soulèvent l'esprit mais pas le corps » du poème de Goethe qui inspirent Tesla à utiliser un champ magnétique tournant pour la conception de son moteur,.
L'épisode du parc à Budapest n'a pas seulement aidé Tesla à avancer dans ses recherches sur le premier moteur à courant alternatif, il lui a également confirmé qu'il était capable de devenir inventeur. Tesla prend alors pleine conscience de son pouvoir créatif et il se voit devenir « riche et célèbre ». En 1882, il profite de son travail aux Compagnies Ganz pour en apprendre plus sur le courant alternatif — Károly Zipernowsky, Ottó Bláthy et Miksa Déri, qui travaillent également chez Ganz, créent plus tard le premier réseau électrique en alternatif. C'est en travaillant chez Ganz que Tesla, en faisant des expériences avec un transformateur électrique défectueux en forme d'anneau, confirme sa théorie selon laquelle il est possible d'utiliser un courant alternatif pour créer un champ magnétique tournant.
En 1882, Tesla est enfin engagé par Ferenc Puskás pour aider à développer le réseau téléphonique de Budapest. C'est alors que Tesla invente de nouveaux répéteurs et amplificateurs pour téléphone. Une fois le travail terminé, Tivadar Puskás, qui est à Paris pour aider Thomas Edison à introduire sa nouvelle technologie d'éclairage public à incandescence en France, invite Tesla et Szigeti à le rejoindre pour travailler pour la Edison General Electric Company.

### Ingénieur chez Edison

#### En France
À Paris, Tesla se distingue auprès du directeur de la Continental Edison, Charles Batchelor (en), probablement grâce à ses études supérieures en physique et mathématiques qui le rendent aussi bon en théorie qu'en pratique. Il tente alors à plusieurs occasions d'expliquer ses idées de moteur à courant alternatif à ses collègues, en vain. Ceux-ci ne sont pas intéressés par ses idées, car la Edison Company est occupée à commercialiser des solutions d'éclairages électriques et ne voit pour l'instant pas l'intérêt de développer des systèmes motorisés. Une autre raison du désintérêt des employés d'Edison vient peut-être aussi du fait que les idées de Tesla semblent être trop gourmandes en cuivre. En effet, une des politiques imposées par Thomas Edison consiste à utiliser le moins de cuivre possible dans ses systèmes, et Tesla prévoit d'alimenter son moteur avec six fils de cuivre, de façon à créer trois courants alternatifs déphasés,.

Moteur à courant alternatif triphasé.

Tesla est ensuite employé par l'entreprise d'Edison en France et en Allemagne dans plusieurs stations d'éclairage. Il impressionne le directeur d'une des filières d'Edison, Louis Rau et est envoyé à Strasbourg, qui fait alors partie de l'Empire allemand. Là-bas, il est chargé de réparer les dommages causés par un court-circuit à la gare de Strasbourg-Ville, en construction dans le cadre de la Neustadt. La gare de Strasbourg comporte alors un système d'éclairage de 1 200 lampes alimentées par quatre générateurs en plus d'une installation de Siemens & Halske de cinq générateurs à courant continu pour lampes à arc. Durant les travaux, Tesla trouve un générateur à courant alternatif de Siemens et commence à construire un prototype de moteur à courant alternatif dans son temps libre. Après plusieurs essais, il réussit à faire tourner son moteur pour la première fois : « J'ai finalement eu la satisfaction de voir la rotation s'effectuer par des courants alternatifs de phases différentes, et sans contacts glissants ni collecteur, comme je l'avais conçu un an auparavant. C'était un plaisir exquis, mais incomparable au délire de joie qui a suivi la première révélation ».
À Strasbourg et à Paris, Tesla tente à plusieurs reprises de trouver des investisseurs, mais personne ne semble vraiment s'intéresser à ses projets. Au printemps 1884, Charles Batchelor est rappelé aux États-Unis par Edison pour gérer Edison Machine Works (en) à New York. Batchelor demande alors à Tesla de le suivre pour travailler sur son moteur.

#### Aux États-Unis

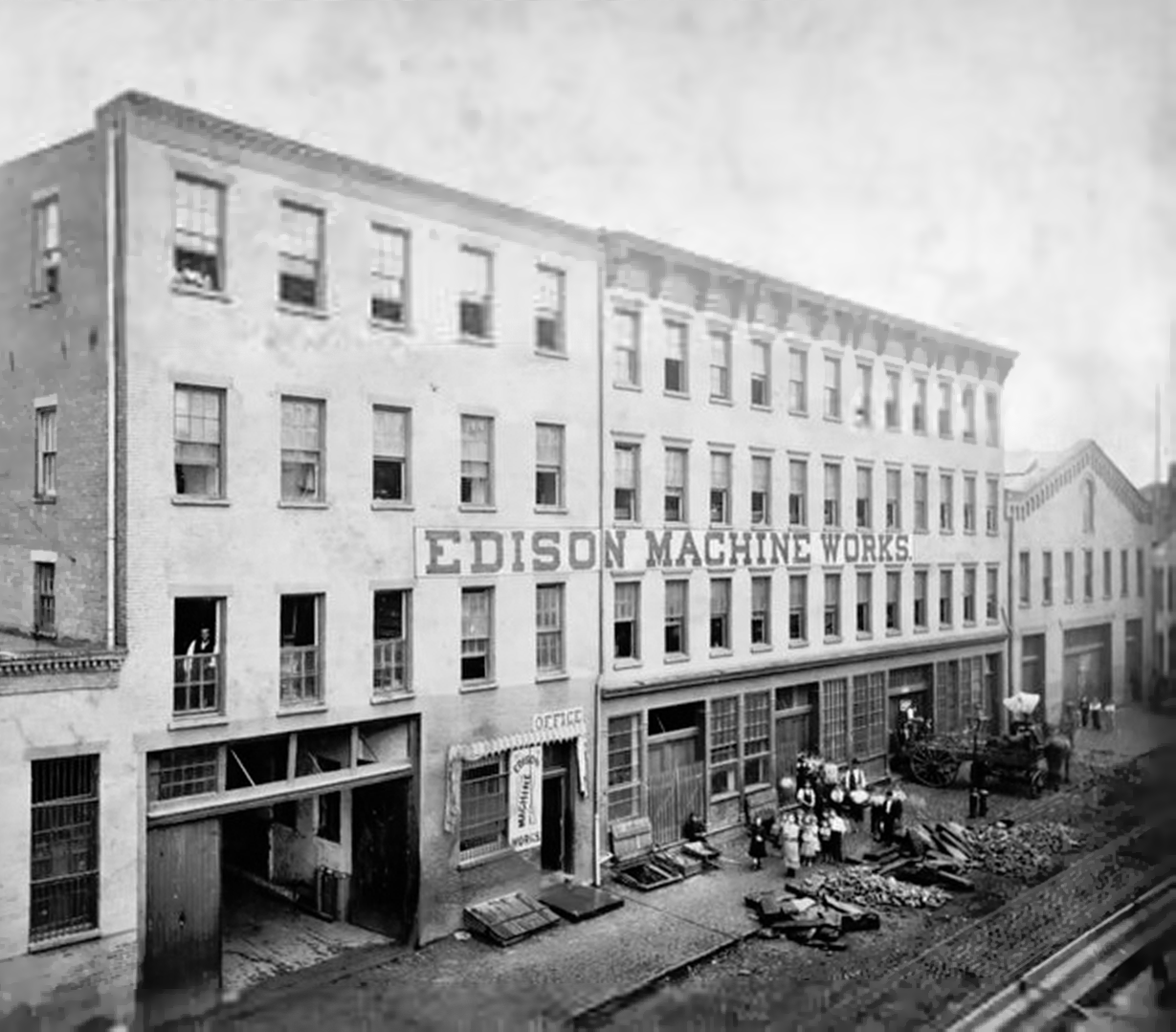
Le bâtiment de l'Edison Machine Works sur Goerck Street, à New York. Tesla ressent le passage de l'Europe cosmopolite au travail dans cet atelier comme une douloureuse surprise.

Tesla émigre en juin 1884 et commence à travailler presque immédiatement chez Machine Works dans le Lower East Side de Manhattan, aux côtés d'une vingtaine d'« ingénieurs de terrain » qui peinent à mettre en place l'usine électrique de la ville,. Comme à Paris, Tesla travaille au dépannage des installations et à l'amélioration de générateurs. L'atelier où il travaille est surpeuplé : plusieurs centaines de machinistes, d'ouvriers et de cadres y sont employés. L'historien W. Bernard Carlson note que Tesla n'a peut-être rencontré Thomas Edison qu'à quelques reprises. Une de ces rencontres est décrite dans l'autobiographie de Tesla : après avoir passé la nuit à réparer les dynamos endommagées du paquebot SS Oregon, il rencontre Batchelor et Edison, qui l'appellent « notre parisien ». Après que Tesla leur a dit qu'il était resté debout toute la nuit pour réparer l'Oregon, Edison fait remarquer à Batchelor que « c'est un homme sacrément bon ». L'un des projets confiés à Tesla consiste à mettre au point un système d'éclairage public basé sur des lampes à arc,. L'éclairage à arc est le type d'éclairage public le plus populaire, mais il nécessite des tensions élevées et est incompatible avec le système à incandescence basse tension d'Edison, et la société perd des contrats dans des villes qui veulent un éclairage public. Les dessins de Tesla ne sont jamais mis en production, peut-être en raison d'améliorations techniques apportées à l'éclairage public à incandescence ou d'un contrat d'installation qu'Edison a conclu avec une société d'éclairage à arc.
Après six mois de travail chez Machine Works, en 1885, Tesla démissionne. L'événement qui a précipité son départ n'est pas certain. Il s'agit peut-être d'une prime qu'il n'a pas reçue, soit pour avoir conçu de nouveaux générateurs, soit pour le système d'éclairage à arc qui avait été mis de côté. Tesla a déjà eu des démêlés avec la société Edison à propos de primes non versées qu'il pensait mériter. Dans son autobiographie, Tesla déclare que le directeur d'Edison Machine Works lui a promis une prime de 50 000 dollars pour concevoir « vingt-quatre types différents de machines standard », « mais cela s'est avéré être une blague »,. Dans des versions ultérieures de cette histoire, Thomas Edison aurait offert lui-même une prime puis serait revenu sur sa parole, en disant « Tesla, tu ne comprends pas notre humour américain ». Tesla aurait alors donné sa démission, et Edison aurait tenté de le faire rester en lui offrant une augmentation. Le journal de Tesla ne contient qu'un seul commentaire sur sa démission, une note qu'il a griffonnée sur les deux pages couvrant la période du 7 décembre 1884 au 4 janvier 1885, en disant « Good by [sic] to the Edison Machine Works » (« Adieu à Edison Machine Works »).

### Débuts en tant qu'inventeur indépendant

#### Tesla Electric Light & Manufacturing
Peu après avoir quitté la société Edison, Tesla s'attelle à la tâche de breveter un système d'éclairage à arc, peut-être le même qu'il a développé chez Edison,. En mars 1885, il rencontre l'avocat Lemuel W. Serrell, qui travaille entre autres pour Edison, afin d'obtenir de l'aide pour soumettre les brevets. Serrell présente Tesla à deux hommes d'affaires, Robert Lane et Benjamin Vail, qui acceptent de financer une société de fabrication et d'utilité d'éclairage à l'arc à son nom, la Tesla Electric Light & Manufacturing (en). Tesla travaille pendant le reste de l'année sur un générateur à courant continu amélioré et la construction et l'installation du système à Rahway, dans le New Jersey, et obtient ses premiers brevets aux États-Unis. Le nouveau système de Tesla est remarqué par Electrical Review, un journal technique de New York, qui publie un article sur l'installation de Rahway en première page.
Les investisseurs montrent cependant peu d'intérêt pour les idées de Tesla concernant de nouveaux types de moteurs à courant alternatif et d'équipements de transmission électrique. Après la mise en service de l'entreprise en 1886, ils décident que la manufacture de lampes à arc est un marché trop compétitif. Ils optent dès lors pour la simple exploitation d'une entreprise d'électricité, qu'ils créent, abandonnant la société de Tesla. Tesla perd même le contrôle de ses brevets, puisqu'il les a précédemment cédés à Tesla Electric & Manufacturing en échange d'actions. Sans le sou, l'inventeur ne trouve plus de travail comme ingénieur et multiplie les petits boulots, tels que réparateur de circuits électriques ou comme ouvrier dans une société qui creuse des fossés pour 2 dollars par jour (57 dollars en 2025). Tesla lui-même considère cette période comme très difficile, écrivant : « J'ai vécu une année de terribles peines de cœur et de larmes amères, ma souffrance étant intensifiée par le besoin matériel. […] Mon éducation supérieure dans diverses branches de la science, de la mécanique et de la littérature m'ont paru [sic] comme une moquerie »,,.

#### Nikola Tesla Company et Westinghouse
Fin de 1886, Tesla rencontre Alfred S. Brown, un surintendant de la Western Union, et Charles Fletcher Peck, un avocat de New York. Les deux hommes ont de l'expérience dans la création d'entreprises et la promotion des inventions et savent comment en tirer un profit. Sur la base des nouvelles idées de Tesla, notamment une idée de moteur thermomagnétique, ils acceptent de soutenir financièrement l'inventeur et de s'occuper de ses brevets. Ensemble, ils forment la Tesla Electric Company en avril 1887 et s'accordent pour que Tesla reçoive un tiers des bénéfices, tandis que Brown et Peck se partagent un tiers ; le dernier tiers est réinvesti dans de futures inventions. Ils louent un laboratoire pour Tesla à Manhattan, où il travaille à l'amélioration et au développement de nouveaux types de moteurs électriques, de générateurs et d'autres dispositifs, avec Sziget comme assistant.

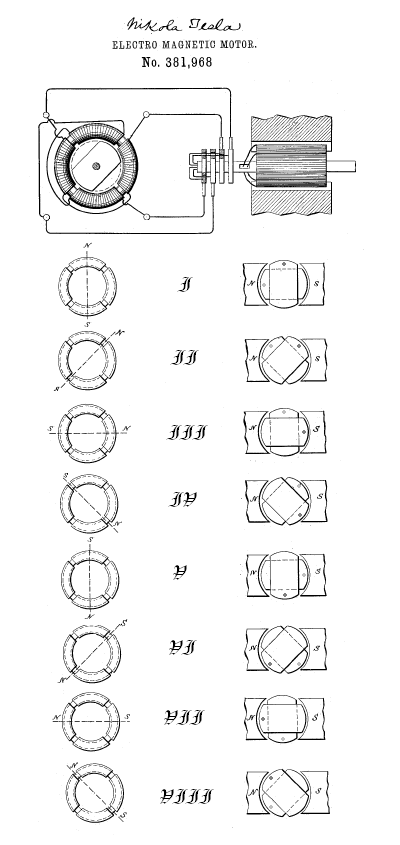
Dessin tiré du brevet américain 381968, illustrant le principe du moteur à induction à courant alternatif de Tesla

En 1887, Tesla met au point un moteur à induction qui fonctionne sur courant alternatif. En plus de faire breveter le moteur, Peck et Brown organisent des tests indépendants pour vérifier qu'il est fonctionnel et en font la promotion au moyen de communiqués de presse envoyés à des publications techniques pour des articles à paraître en même temps que la délivrance du brevet. Le physicien William Arnold Anthony, qui a testé le moteur, et le rédacteur en chef du magazine Electrical World, Thomas Commerford Martin, organisent une démonstration du moteur de Tesla le 16 mai 1888 à l’American Institute of Electrical Engineers. Les ingénieurs de la Westinghouse Electric signalent alors à George Westinghouse que Tesla a un moteur à courant alternatif viable, ce dont Westinghouse a besoin pour un système à courant alternatif qu'il a déjà commencé à commercialiser. Bien que Westinghouse ait cherché à obtenir un brevet sur un moteur similaire développé en 1885 par le physicien italien Galileo Ferraris, il se rabat sur le modèle de Tesla, estimant que celui-ci va probablement dominer le marché,.
En juillet 1888, Brown et Peck négocient un accord de licence avec George Westinghouse pour la conception des moteurs et transformateurs de Tesla pour 60 000 dollars en espèces et en actions et une redevance de 2,50 dollars par cheval-vapeur produit par chaque moteur (respectivement 1 707 333 dollars et 71 dollars en 2025). Westinghouse engage également Tesla pendant un an pour la somme de 2 000 dollars par mois (56 911 dollars en 2025) pour être consultant dans les laboratoires de Pittsburgh de la Westinghouse Electric.
Au cours de cette année, Tesla travaille à Pittsburgh, aidant à créer un système de courant alternatif pour alimenter les tramways de la ville. Il trouve cette période frustrante en raison de conflits avec les autres ingénieurs de Westinghouse sur la meilleure façon de mettre en place le courant alternatif. Entre eux, ils se mettent d'accord sur un système à courant alternatif de 60 cycles que Tesla a proposé (pour correspondre à la fréquence de fonctionnement du moteur de Tesla), mais ils s’aperçoivent vite que cela ne fonctionnera pas pour les tramways, puisque le moteur à induction de Tesla ne peut fonctionner qu'à une vitesse constante. Ils finissent par utiliser un moteur de traction à courant continu à la place,.

#### Un marché très compétitif
La démonstration par Tesla de son moteur à induction et l'obtention ultérieure par Westinghouse d'une licence sur le brevet, tous deux en 1888, ont lieu alors que les compagnies d'électricité se livrent une intense concurrence,. Les trois grandes entreprises, Westinghouse, Edison et Thomson-Houston, essayent de se développer dans un secteur à fort capital et se sous-estiment mutuellement. Edison Electric va jusqu'à faire de la propagande et essaye de faire valoir que son système à courant continu est meilleur et plus sûr que le système à courant alternatif de Westinghouse. La concurrence signifie que Westinghouse n'a finalement pas les moyens financiers et techniques pour développer immédiatement le moteur de Tesla.
Deux ans après la signature du contrat avec Tesla, Westinghouse Electric se retrouve en difficulté. Le quasi-effondrement de la Barings Bank, à Londres, déclenche la panique de 1890, poussant les investisseurs à demander le remboursement de leurs prêts à Westinghouse Electric en retour. Le manque soudain de liquidités oblige l'entreprise à renflouer ses dettes. De nouveaux prêteurs exigent alors que Westinghouse réduise ce qui semble être des dépenses excessives dans l'acquisition d'autres sociétés, la recherche et les brevets, y compris la redevance par moteur prévue dans le contrat Tesla,. À ce moment-là, le moteur à induction Tesla peine à être mis en place et est bloqué en phase de développement,. Westinghouse paye alors une redevance garantie de 15 000 dollars par an bien que les modèles fonctionnels du moteur de Tesla soient rares et que les systèmes d'alimentation polyphasés nécessaires pour le faire fonctionner soient encore plus rares,.
Au début de l'année 1891, George Westinghouse explique de manière très claire ses difficultés financières à Tesla, en disant que s'il ne répond pas aux exigences de ses prêteurs, il ne contrôlera plus Westinghouse Electric et Tesla devra traiter avec les banquiers lui-même pour tenter de percevoir ses futures redevances. Le fait de voir Westinghouse continuer à défendre le moteur convainc Tesla, et il accepte de libérer la société des redevances prévues dans son contrat,. Six ans plus tard, Westinghouse achète le brevet de Tesla pour une somme de 216 000 dollars (6 638 112 dollars en 2025) dans le cadre d'un accord de partage de brevet signé avec General Electric (une société issue de la fusion, en 1892, entre Edison et Thomson-Houston),,.

#### Laboratoires de New York

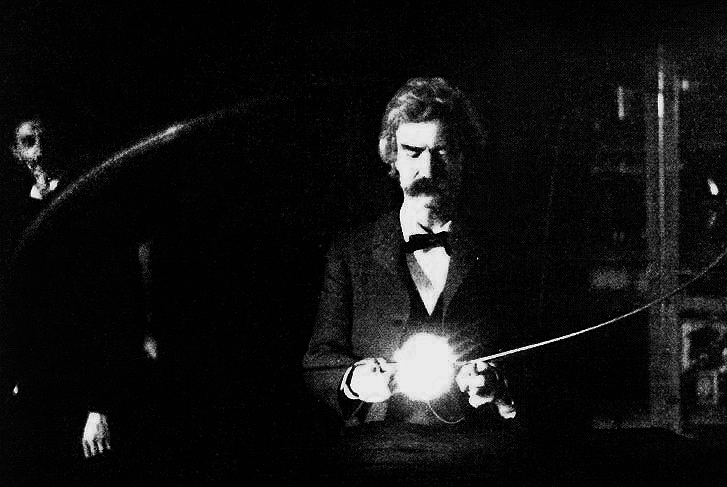
Mark Twain, au premier plan, et Nikola Tesla, en 1894 dans le laboratoire de Tesla.

L'argent que Tesla gagne grâce à ses brevets le rend financièrement indépendant et lui donne le temps et les fonds nécessaires pour poursuivre ses propres intérêts. En 1889, Tesla quitte le magasin de Liberty Street que Peck et Brown louent pour lui. Il travaille alors pendant les douze années suivantes dans plusieurs ateliers et laboratoires à Manhattan : un laboratoire au 175 Grand Street (1889-1892), le quatrième étage du 33-35 South Fifth Avenue (1892-1895), et les sixième et septième étages des 46 & 48 East Houston Street (1895-1902),,.
Alors que Tesla quitte Westinghouse, Szigeti, son ami et associé depuis plus de neuf ans, lui annonce qu'il aimerait partir pour développer ses propres idées. Son départ est particulièrement difficile à accepter pour Tesla et le blesse profondément.

#### Travail en haute fréquence
Au cours de l'été 1889, Tesla se rend à l'Exposition universelle de Paris et prend connaissance des expériences de Heinrich Hertz qui prouvent l'existence de rayonnements électromagnétiques. Tesla trouve cette nouvelle découverte « rafraîchissante » et décide de l'explorer plus en profondeur. En répétant, puis en développant ces expériences, Tesla invente la bobine Tesla, utilisée pour produire de l'électricité à haute tension, à faible courant et à haute fréquence en courant alternatif.

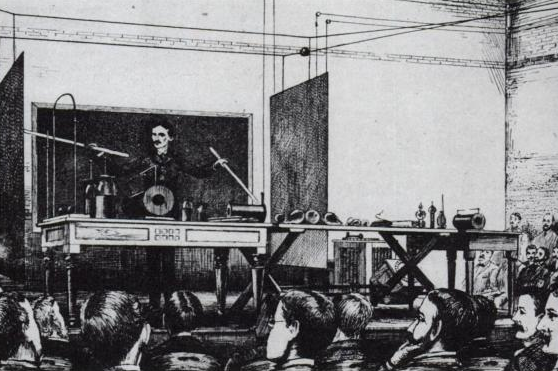
Tesla faisant la démonstration de son éclairage sans fil lors d'une conférence donnée en 1891 au Columbia College de New York.

Les travaux de Tesla se concentrent alors sur la haute fréquence, et plus particulièrement sur la conversion d'électricité en lumière, alors que Guglielmo Marconi, un autre inventeur, a développé les théories de Hertz pour des utilisations en télécommunications. Afin de promouvoir ses découvertes, Tesla utilise ce qu'il a appris avec Peck et Brown : il publie plusieurs articles dans des journaux spécialisés, pose des brevets sur ses inventions et donne une série de conférences dans des universités et écoles d'ingénieurs. Lors de démonstrations publiques pour un système d'éclairage, il allume des tubes de Geissler et des ampoules à incandescence sans utiliser de fils. En 1893, Tesla déclare aux spectateurs de plusieurs conférences qu'il est sûr qu'un système comme le sien pourrait éventuellement conduire « des signaux intelligibles ou peut-être même de l'énergie à n'importe quelle distance sans utiliser de fils » en le conduisant à travers la terre,. Tesla entre également en conflit avec Elihu Thomson, qui travaille sur la haute fréquence et n'observe pas toujours les mêmes résultats que lui ; Tesla et Thomson se répondent par une série d'articles dans des journaux spécialisés entre mars et avril 1891.
Le 30 juillet 1891, à l'âge de 35 ans, Tesla est naturalisé citoyen des États-Unis. En 1892, et jusqu'en 1894, Tesla devient vice-président de l’American Institute of Electrical Engineers, le précurseur de l’Institute of Electrical and Electronics Engineers.

#### Système polyphasé et exposition universelle de 1893
Début 1893, les ingénieurs de Westinghouse Charles F. Scott puis Benjamin G. Lamme font des progrès sur une version fonctionnelle du moteur à induction de Tesla. Lamme trouve un moyen de rendre l'alimentation polyphasée compatible avec les anciens systèmes monophasés à courant alternatif et à courant continu en développant une commutatrice. Westinghouse Electric a dès lors un moyen de fournir de l'électricité à tous les clients potentiels et commence à donner à son système polyphasé à courant alternatif le nom « Tesla Polyphase System ». Ils pensent alors que les brevets de Tesla leur donnent la priorité sur les autres systèmes polyphasés à courant alternatif et envoient des brochures à leurs clients les avertissant que, s'ils venaient à acheter un système alternatif ailleurs, ils pouvaient être poursuivis en justice.
Westinghouse Electric demande à Tesla de participer à l'exposition universelle de 1893 à Chicago, où la société dispose d'un grand espace consacré aux expositions sur l'électricité. Bien que l'entreprise soit passée très proche de la faillite, Westinghouse Electric remporte également l'appel d'offres pour éclairer l'exposition avec du courant alternatif ; Westinghouse obtient le contrat en proposant des prix bien plus bas que ses compétiteurs, ce qui force ses ingénieurs à utiliser des alternateurs plus gros et une tension électrique plus élevée. C'est néanmoins un moment clé dans l'histoire du courant alternatif, car la société démontre au public américain la sécurité, la fiabilité et l'efficacité d'un système alternatif polyphasé qui peut alimenter les autres stands de la foire en courant alternatif et en courant continu,,.
Un espace d'exposition spécial est mis en place pour présenter différents modèles de moteur à induction de Tesla. Le champ magnétique rotatif qui les actionne est expliqué par une série de démonstrations, dont un œuf de Colomb qui utilise la bobine biphasée d'un moteur à induction pour faire tourner un œuf en cuivre et le faire tenir debout. Tesla visite notamment la foire pour assister au Congrès international sur l'électricité et faire une série de démonstrations au stand Westinghouse. Une pièce spécialement obscurcie est aménagée où Tesla montre son système d'éclairage sans fil, en utilisant une démonstration qu'il avait déjà faite à travers l'Amérique et l'Europe ; il s'agit notamment d'utiliser un courant alternatif à haute tension et haute fréquence pour allumer des lampes à décharge sans fil.
Lors de sa présentation au Congrès international sur l'électricité, dans le hall agricole de l'exposition universelle, Tesla présente un générateur électrique alternatif à vapeur qu'il a breveté cette année-là, ce qu'il pense être une meilleure façon de générer du courant alternatif. La vapeur est forcée dans un oscillateur et s'échappe par une série d'orifices, poussant un piston fixé à une armature de haut en bas. L'armature magnétique vibre alors de haut en bas à grande vitesse, produisant un champ magnétique alternant. Celui-ci induit un courant électrique alternatif dans les bobines de fil situées à proximité. Cela permet de supprimer les pièces compliquées d'un moteur/générateur à vapeur, mais n'est finalement jamais considéré comme une solution technique viable pour produire de l'électricité.

#### Consultant aux chutes du Niagara

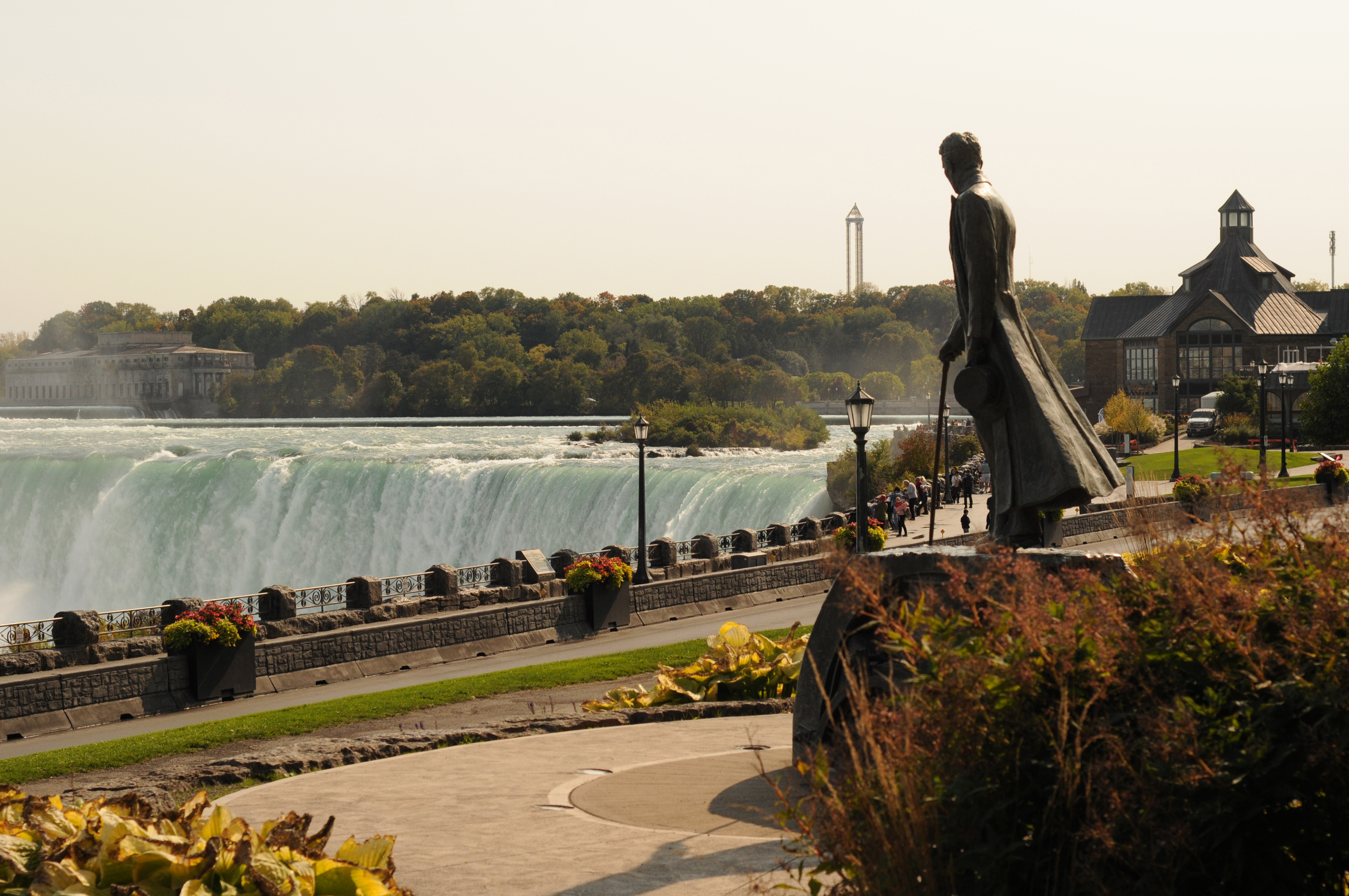
Statue de Nikola Tesla à Niagara Falls au Canada.

En 1893, Edward Dean Adams, qui dirige la Niagara Falls Hydraulic Power and Manufacturing Company, demande l'avis de Tesla pour un système de transmission de l'électricité produite aux chutes du Niagara. Pendant plusieurs années, Adams a reçu une série de propositions et a ouvert plusieurs concours afin de déterminer la meilleure façon d'utiliser l'énergie produite sur le site. Parmi les systèmes proposés par plusieurs entreprises américaines et européennes figurent alors des systèmes de courant alternatif biphasé et triphasé, de courant continu à haute tension et d'air comprimé. Adams demande à Tesla des informations sur tous les systèmes en compétition. L'inventeur recommande alors à Adams un système biphasé, jugé plus fiable par Tesla, et lui explique que Westinghouse propose un système compatible avec l'éclairage à incandescence en utilisant un courant alternatif biphasé. L'entreprise d'Adams attribue alors un contrat à Westinghouse Electric pour la construction d'un système de production de courant alternatif biphasé aux chutes du Niagara, sur la base des conseils de Tesla et de la démonstration de Westinghouse à l'exposition universelle, qui prouve qu'ils sont capables de construire un système complet de courant alternatif. Un autre contrat est cependant passé avec General Electric pour la construction du système de distribution.

### Nikola Tesla Company
En 1895, Edward Dean Adams, impressionné par ce qu'il a vu lors de sa visite du laboratoire de Tesla, accepte de participer à la fondation de la Nikola Tesla Company, créée pour financer, développer et commercialiser une variété de brevets antérieurs et nouveaux. Alfred Brown s'engage avec Tesla, apportant avec lui les brevets développés sous Peck et Brown. William Birch Rankine et Charles F. Coaney font également partie du conseil d'administration de la société. Tesla trouve peu d'investisseurs ; le milieu des années 1890 est une période difficile sur le plan financier, et les brevets d'éclairage sans fil et d'oscillateurs qu'il a mis sur le marché n'ont jamais abouti.

#### Incendie au laboratoire de Tesla
Le 13 mars 1895, aux aurores, le bâtiment de la Cinquième Avenue qui abrite le laboratoire de Tesla prend feu. L'incendie commence dans le sous-sol du bâtiment et est si intense que le laboratoire de Tesla, situé au quatrième étage, s'effondre au deuxième étage. L'incendie fait non seulement reculer les projets en cours de Tesla, mais il détruit également une collection de notes et de matériel de recherche, de modèles et de pièces de démonstration, dont beaucoup ont été présentées à l'Exposition universelle de Colombie de 1893. Les pertes s'élèvent à près de 100 000 dollars (3 073 200 dollars en 2025).
La destruction de son laboratoire touche énormément Tesla. Il passe alors plusieurs jours dans son lit et, selon le New York Herald, il apparaît « découragé et abattu ». Tesla revient quelques jours plus tard sur les lieux de l'incendie avec des ouvriers afin de sauver ce qui peut l'être. Pour surmonter cette épreuve, Tesla s'essaye à l'électrothérapie ; il s'administre plusieurs chocs par jour, probablement au moyen d'une de ses bobines, de façon à « éviter de sombrer dans un profond état de mélancolie »,.

#### Rayons X

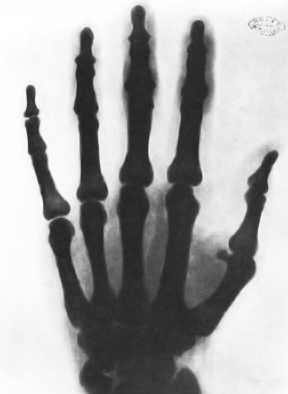
Rayon X de la main de Nikola Tesla.

Une fois sa dépression atténuée, Tesla déménage au 46 & 48 East Houston Street et reconstruit son laboratoire aux 6e et 7e étages. Une grande partie de son matériel ayant été détruit dans le feu, Tesla commence à travailler sur de nouveaux sujets : les rayons X et la radiocommande.
Tesla étudie déjà les rayons X depuis 1894 ; il parle alors du phénomène comme d'une « énergie radiante invisible », constatée lors de précédentes expériences. Il mène des expériences sur des tubes de Crookes et est peut-être le premier homme à capturer, par accident, une image de rayons X : en décembre 1895, lorsqu'il essaie de photographier Mark Twain éclairé par un tube de Geissler, la seule chose apparente sur l'image est la vis de blocage métallique de l'objectif de l'appareil photo. Quelques mois plus tard, après avoir appris la découverte des rayons X par Wilhelm Röntgen, Tesla réalise qu'il a manqué une découverte scientifique majeure : « trop tard, je me suis rendu compte que mon esprit directeur m'avait de nouveau aiguillé et que je n'avais pas compris ses mystérieux indices »,.
Tesla procède dès lors à ses propres expériences sur les rayons X et met au point un tube à vide à haute énergie qui émet un rayonnement continu de freinage et est alimenté par bobine Tesla. Dans le cadre de ses recherches, Tesla conçoit plusieurs dispositifs expérimentaux pour produire des rayons X. Il soutient alors que, grâce à ses inventions, « l'instrument permettra […] de générer des rayons Roentgen d'une puissance bien supérieure à celle que l'on peut obtenir avec un appareil ordinaire »,.
Tesla remarque lui-même les dangers de travailler avec les appareils produisant des rayons X. Dans ses nombreuses notes sur les premières investigations de ce phénomène, il attribue les dommages cutanés à diverses causes. Très tôt dans ses recherches, il croit que les dommages à la peau sont causés par l'ozone généré au contact de la peau. Tesla réalise finalement que les rayons sont dangereux après qu'un de ses assistants, qui est exposé pendant cinq minutes à trente centimètres du tube, présente de graves brûlures à son abdomen. Tesla abandonne ses recherches sur les rayons X au cours de 1896, probablement lorsqu'il se rend compte qu'il ne sera pas capable d'être compétitif sur le marché face à General Electrics ou même face aux petits fabricants d'instruments scientifiques. Il est également possible que la seule raison pour laquelle Tesla a conduit ses recherches sur les rayons X était de faire avancer son travail sur la transmission d'énergie sans fil. Ainsi, lorsque Tesla se serait rendu compte que les rayons X ne l'aideraient pas dans cette tâche, il serait passé à autre chose.

#### Radiocommande

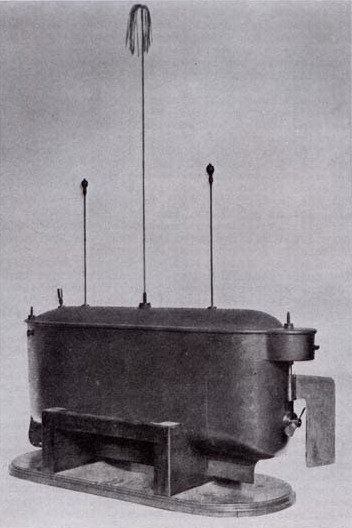
Bateau radiocommandé de Tesla.

Alors qu'il est enfant, des cauchemars récurrents amènent Tesla à la réalisation que l'être humain n'est qu'une « machine autopropulsée dont les mouvements sont régis par les impressions reçues par l'œil ». Il se passionne dès lors pour l'automation et, en 1897, après avoir abandonné son travail sur les rayons X, son nouveau projet consiste à développer des automates radio-contrôlés — il appelle cette discipline « télautomatique »,.
La course à l'armement naval entre la Grande-Bretagne et ses rivaux pousse Tesla à s'essayer à un prototype de torpille télécommandée en forme de bateau. La commande du bateau se fait au moyen d'un transmetteur, qui émet un signal à une certaine fréquence, celui-ci étant reçu par un cohéreur sur la machine. La rotation du levier de commande active quant à elle un des quatre contacts, qui à leur tour désactivent le signal pour un moment donné. Lorsque le signal est coupé, dans le bateau, un disque avec des contacts tourne, activant une manœuvre prédéfinie selon la position du disque. Plus tard, pour s'assurer que des fréquences parasites n'activent pas le bateau, Tesla rajoute un second signal avec une fréquence différente en parallèle à la première.
Tesla fait breveter son invention et donne des démonstrations privées dans son laboratoire ; John Pierpont Morgan, William Kissam Vanderbilt, John Hays Hammond, et Charles A. Cheever (en) auraient assisté à ces présentations. Le bateau radiocommandé de Tesla arrive sur le marché quelques mois après le début de la guerre hispano-américaine, et Tesla en profite pour annoncer que son invention va mettre fin à la guerre. Plusieurs pays demandent alors les droits à l'invention de Tesla ; en un an, treize pays possèdent le bateau de Tesla. L'appareil fait sensation, certains considérant qu'il est mû par l'esprit de Tesla ou piloté par un singe savant caché à l'intérieur du bateau, et est bien reçu par le magazine Electrical Review, mais il est très critiqué par d'autres. Il est vu par Cyrus Fogg Brackett, professeur à l'université de Princeton, comme peu pratique à déployer en temps de guerre, et Electrical Engineer, un journal spécialisé tenu par Thomas Commerford Martin, un ami de Tesla, trouve l'invention « peu novatrice » et l'accuse d'avoir copié la torpille de William Clarke,,.

### Énergie électrique sans fil

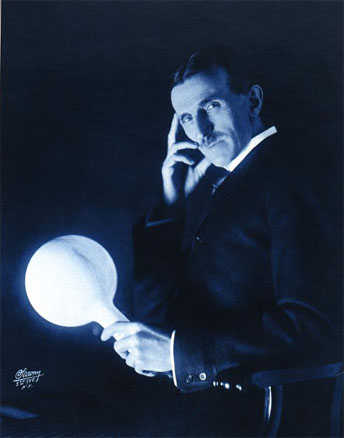
Nikola Tesla en 1900.

De 1890 à 1906, Tesla consacre une grande partie de son temps et de sa fortune à une série de projets visant à développer la transmission d'énergie électrique sans fil. Il s'agit d'une extension de son idée d'utiliser des bobines pour transmettre l'énergie, qu'il a déjà démontrée avec l'éclairage sans fil. À l'époque où Tesla formule ses idées, il n'existe aucun moyen de transmettre sans fil des signaux de communication sur de longues distances, et encore moins de grandes quantités d'énergie. Tesla étudie les ondes radio et arrive à la conclusion qu'une partie de l'étude existante de Hertz à leur sujet est incorrecte,,. De plus, Tesla note que, même si les théories sur les ondes radio sont véridiques, elles ne l'aident pas dans ses objectifs, puisque cette forme de « lumière invisible » diminue lorsque la distance augmente, comme tout autre rayonnement, et voyage en ligne droite dans l'espace, devenant « irrémédiablement perdue ».

#### Colorado Springs

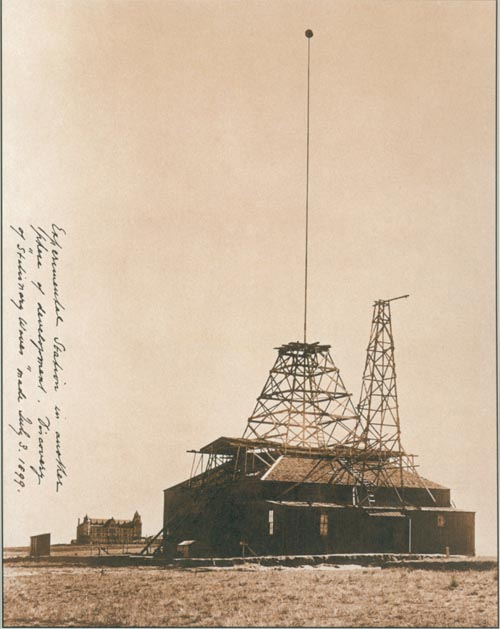
Le laboratoire de Tesla à Colorado Springs.

Afin d'étudier plus avant la nature conductrice de l'air à basse pression, Tesla installe une station expérimentale à haute altitude à Colorado Springs en 1899,,,. Il peut y faire fonctionner en toute sécurité des bobines beaucoup plus grandes que celles confinées dans son laboratoire de New York, et un associé passe un accord avec la compagnie d'électricité du comté d'El Paso pour lui fournir gratuitement du courant alternatif. Pour financer ses expériences, il persuade John Jacob Astor IV d'investir 100 000 dollars (3 073 200 dollars en 2025) pour devenir actionnaire majoritaire de la Nikola Tesla Company. Astor pense qu'il investit surtout dans le nouveau système d'éclairage sans fil. Au lieu de cela, Tesla utilise cet argent pour financer ses expériences à Colorado Springs,. Après son arrivée, il déclare aux médias qu'il prévoit de mener des expériences de télégraphie sans fil, en transmettant des signaux du pic Pikes à Paris.
Là, il mène des expériences avec une grande bobine fonctionnant dans la gamme des mégavolts, qui produit des éclairs artificiels (et du tonnerre) de millions de volts et des décharges jusqu'à 41 mètres de long ; lors d'une expérience, il brûle par inadvertance le générateur d'El Paso, provoquant une panne de courant. Ses observations du bruit électronique de la foudre l'ont amené à conclure, à tort, qu'il pouvait utiliser la totalité du globe terrestre pour conduire de l'électricité,.

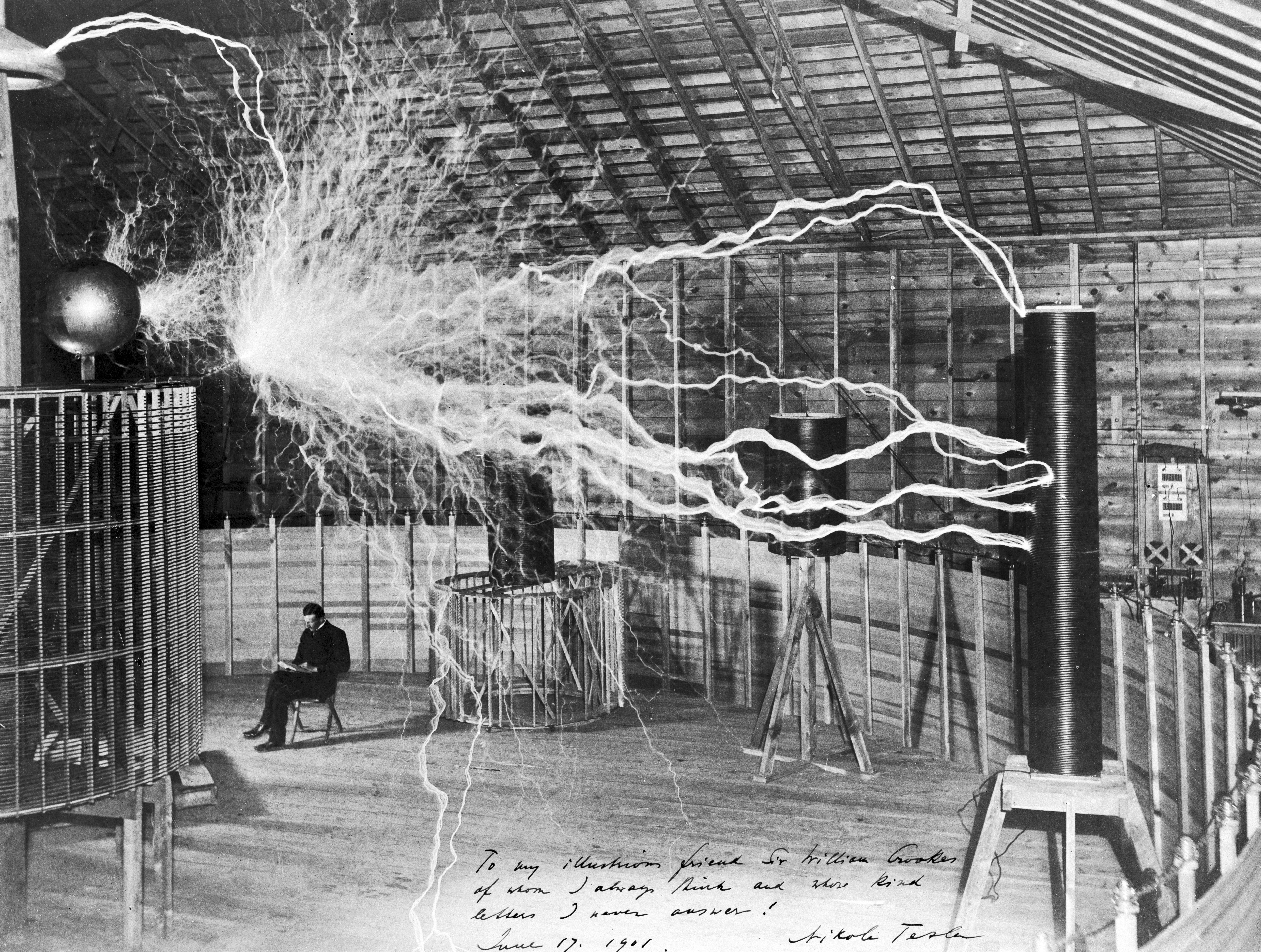
Tesla assis à côté de son « émetteur grossissant », générant des millions de volts vers 1899.

Pendant son séjour, en 1899, Tesla observe des signaux inhabituels provenant de son récepteur, qu'il suppose être des communications provenant d'une autre planète. Il profite du début du nouveau siècle en janvier 1901 pour faire part de sa découverte. Bien que Tesla soit très prudent dans sa déclaration, les signaux sont très vite interprétés par les journalistes comme venant de Mars, et l'histoire fait le tour de la presse à sensation. Une hypothèse de Marc Seifer, un biographe de Nikola Tesla, avance qu'il aurait détecté une expérience de Guglielmo Marconi, mais celui-ci se trouve alors en Italie, et la puissance de son système n'était probablement pas assez puissante pour envoyer des signaux jusqu'à Colorado Springs. En 1996, les frères Corum ont recréé les conditions de test de Tesla et sont parvenus à l'hypothèse qu'il aurait alors capté un signal venant de Io, une des lunes de Jupiter, qui émet un signal de 10 kHz lorsqu'elle passe à travers un tore de particules de plasma chargées.
Tesla passe également un accord avec l'éditeur du Century Magazine pour produire un article sur ses découvertes. Le magazine envoie un photographe au Colorado pour photographier le travail de Tesla. L'article, intitulé The Problem of Increasing Human Energy, paraît dans le numéro de juin 1900 du magazine. Il y explique la supériorité du système sans fil qu'il a imaginé, mais l'article est davantage un traité philosophique qu'une description scientifique compréhensible de son travail, illustré par ce qui devient plus tard des images emblématiques de Tesla et de ses expériences à Colorado Springs.

#### Wardenclyffe

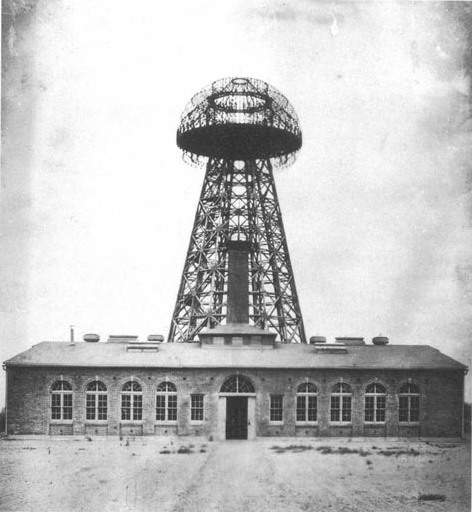
La tour Wardenclyffe de Tesla à Long Island en 1904. Grâce à cette installation, Tesla espérait démontrer la transmission sans fil de l'énergie électrique à travers l'Atlantique.

En mars 1901, après être retourné à New York — au Waldorf-Astoria, où il vit — pour tenter de trouver des investisseurs pour ce qu'il pense être un système de transmission sans fil viable, il obtient 150 000 dollars (4 609 800 dollars en 2025) de John Pierpont Morgan en échange de 51 % des brevets sans fil générés et commence à planifier l'installation de la tour Wardenclyffe à Shoreham, dans l'État de New York, à 161 kilomètres à l'est de la ville, sur la côte nord de Long Island,.
En juillet 1901, Tesla a élargi ses plans pour construire un émetteur plus puissant afin de devancer le système radio de Marconi, que Tesla pense être une copie du sien. Il approche Morgan pour lui demander plus d'argent pour construire un plus grand système, mais Morgan refuse. En décembre 1901, Marconi réussit à transmettre la lettre S depuis l'Angleterre jusqu'à Terre-Neuve, battant Tesla dans la course pour être le premier à réaliser une transmission transatlantique. Un mois après le succès de Marconi, Tesla tente de convaincre Morgan de soutenir un projet encore plus vaste visant à transmettre des messages et de l'énergie en contrôlant « les vibrations dans le monde entier ». Au cours des cinq années suivantes, Tesla écrit plus de 50 lettres à Morgan, demandant et exigeant des fonds supplémentaires pour achever la construction de Wardenclyffe. Tesla poursuit le projet pendant neuf mois supplémentaires en 1902. La tour est érigée à une hauteur de 57 mètres. En juin 1902, Tesla déplace les activités de son laboratoire de Houston Street à Wardenclyffe.
De par son succès, Marconi a commencé à attirer de plus en plus d'investisseurs, tandis qu'une partie de la presse commence à parler du projet de Tesla comme d'une imposture. Tesla manque cruellement d'argent, ce qui ne lui permet pas, en 1903, de recouvrir le sommet de la tour de cuivre, empêchant celle-ci de fonctionner comme prévu. Morgan, suivi par d'autres investisseurs, se retire. Le projet est donc un échec, et Tesla finit par hypothéquer la propriété de Wardenclyffe pour couvrir ses dettes au Waldorf-Astoria.

### Nouvelles inventions et recherche
Après la fermeture de Wardenclyffe, Tesla continue d'écrire à Morgan ; après la mort du « grand homme », Tesla écrit au fils de Morgan, Jack, pour essayer d'obtenir des fonds supplémentaires pour le projet. En 1906, Tesla ouvre des bureaux au 165 Broadway à Manhattan, essayant de lever des fonds supplémentaires en développant et en commercialisant ses brevets. Il tient ensuite des bureaux à la Metropolitan Life Tower de 1910 à 1914. Il loue pendant quelques mois le Woolworth Building, mais déménage car il ne peut pas payer le loyer au 8 West 40th Street de 1915 à 1925. Après avoir déménagé au 8 West 40th Street, il fait faillite : la plupart de ses brevets ont expiré et il rencontre des difficultés avec les nouvelles inventions qu'il essaye de développer.

#### Turbine sans aube

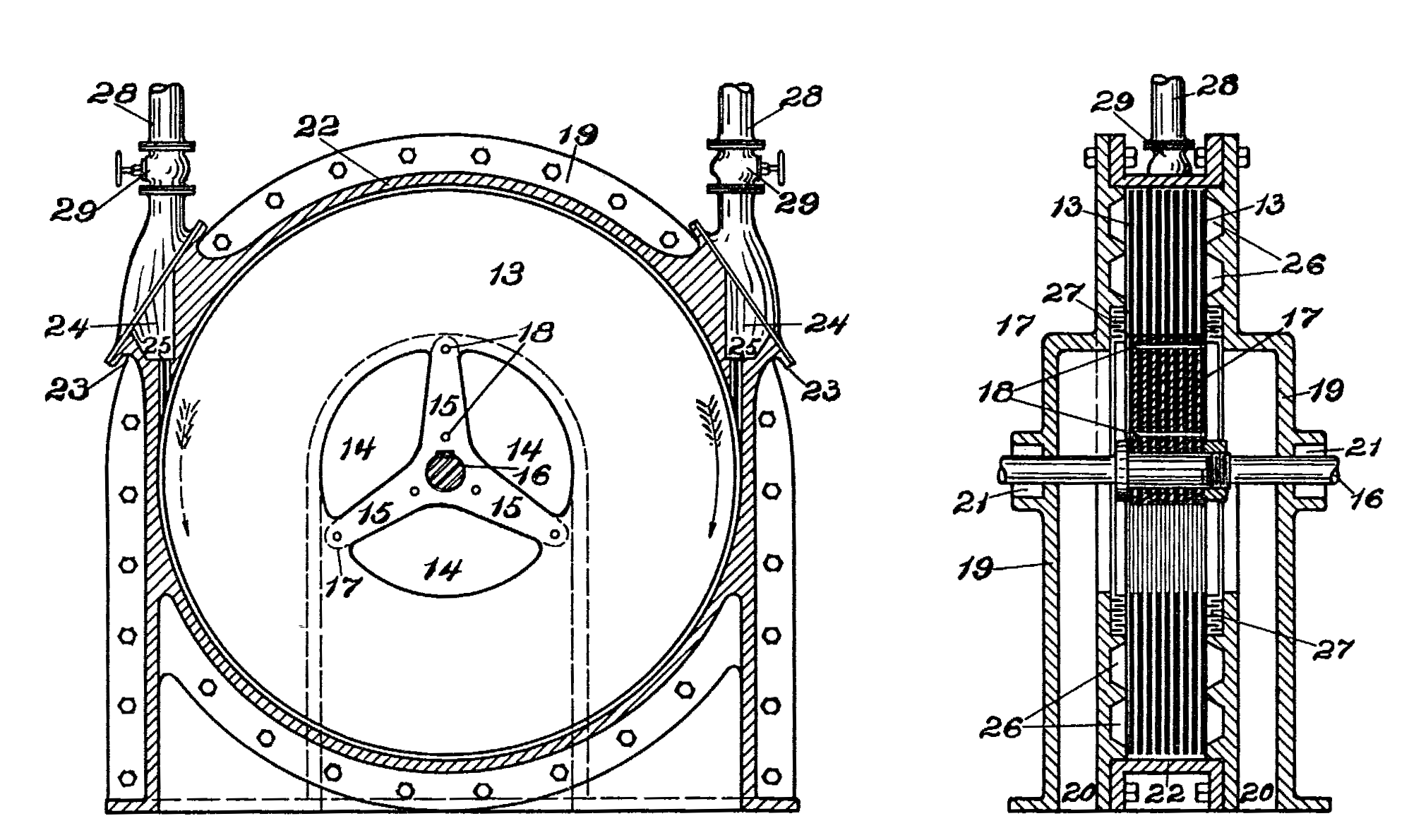
Schéma de la turbine de Tesla.

Le jour de son 50e anniversaire, en 1906, Tesla fait la démonstration d'une turbine sans aube de 200 chevaux (150 kilowatts) à 16 000 tr/min. En 1910-1911, à la Waterside Power Station de New York, plusieurs de ses moteurs à turbine sans aube sont testés entre 100 et 5 000 ch. Tesla travaille avec plusieurs entreprises, notamment de 1919 à 1922 à Milwaukee pour Allis-Chalmers. Un manque d'intérêt de la part de l'industrie empêche les problèmes techniques d'être surmontés et l'invention de Tesla n'est finalement jamais transformée en un dispositif pratique. Tesla accorde une licence pour l'idée à une société d'instruments de précision et elle est finalement utilisée sous la forme de compteurs de vitesse de voitures de luxe et d'autres instruments.

#### Poursuites judiciaires concernant les communications sans fil
Lorsque la Première Guerre mondiale éclate, les Britanniques coupent le câble télégraphique transatlantique reliant les États-Unis à l'Allemagne afin de contrôler le flux d'informations entre les deux pays. Ils tentent également de couper les communications sans fil allemandes à destination et en provenance des États-Unis en faisant en sorte que la société américaine Marconi poursuive la société de radio allemande Telefunken pour violation de brevet. Telefunken fait appel aux physiciens Jonathan Zenneck et Karl Ferdinand Braun pour sa défense et engage Tesla comme témoin pendant deux ans pour 1 000 dollars par mois. L'affaire piétine puis devient sans objet lorsque les États-Unis entrent en guerre contre l'Allemagne en 1917.
En 1915, Tesla tente de poursuivre la société Marconi pour violation de ses brevets d'accord sans fil. Le premier brevet radio de Marconi est accordé aux États-Unis en 1897, mais sa demande de brevet de 1900 couvrant les améliorations de la transmission radio est rejetée plusieurs fois, avant d'être finalement approuvée en 1904, au motif qu'elle viole d'autres brevets existants, y compris deux brevets de Tesla de 1897 sur le réglage de l'énergie sans fil,,. L'affaire Tesla de 1915 n'aboutit pas, mais dans une affaire connexe, où la Marconi Company tente de poursuivre le gouvernement américain pour violation de brevets de la Première Guerre mondiale, une décision de la Cour suprême des États-Unis de 1943 rétablit les brevets antérieurs d'Oliver Lodge, de John Stone Stone et de Tesla. La cour déclare que sa décision n'a aucune incidence sur la revendication de Marconi en tant que premier à réaliser une transmission radio, simplement que puisque la revendication de Marconi à certaines améliorations brevetées est douteuse, la société ne peut pas revendiquer la violation de ces mêmes brevets,.

### Dernières années

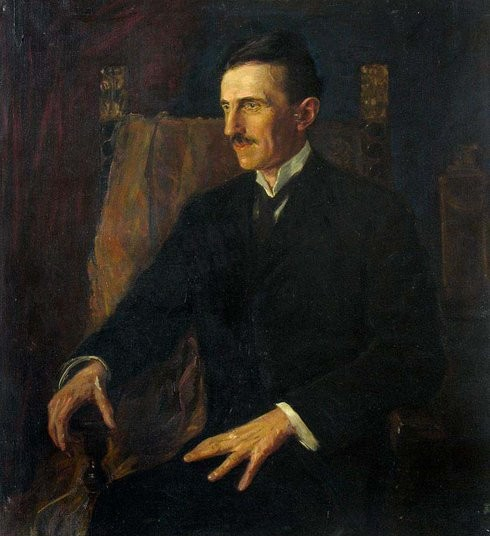
Portrait de Nikola Tesla par Vilma Lwoff-Parlaghy. Dévoilée en 1916, c'est la seule peinture pour laquelle l'inventeur a posé.

Le rival de Nikola Tesla remporte le prix Nobel de physique en 1909 et la tour de Wardenclyffe est détruite en 1917. Nikola Tesla vit désormais reclus dans une chambre de l'hôtel New Yorker, refusant toute charité, mais recevant de la Westinghouse Electric & Manufacturing Company un salaire mensuel de 125 $ pour continuer ses différentes recherches.
En 1928, Tesla dépose son dernier brevet, un biplan à décollage et atterrissage verticaux.
À l'automne 1937, voulant éviter un taxi, Tesla est victime d'une mauvaise chute alors qu'il fait son trajet régulier vers la cathédrale et Central Park où il a l'habitude de nourrir les pigeons et de les recueillir dans son hôtel. Refusant de consulter un médecin ou d'être amené à l'hôpital, il est raccompagné dans sa chambre d'hôtel où il ne se rétablira jamais complètement.

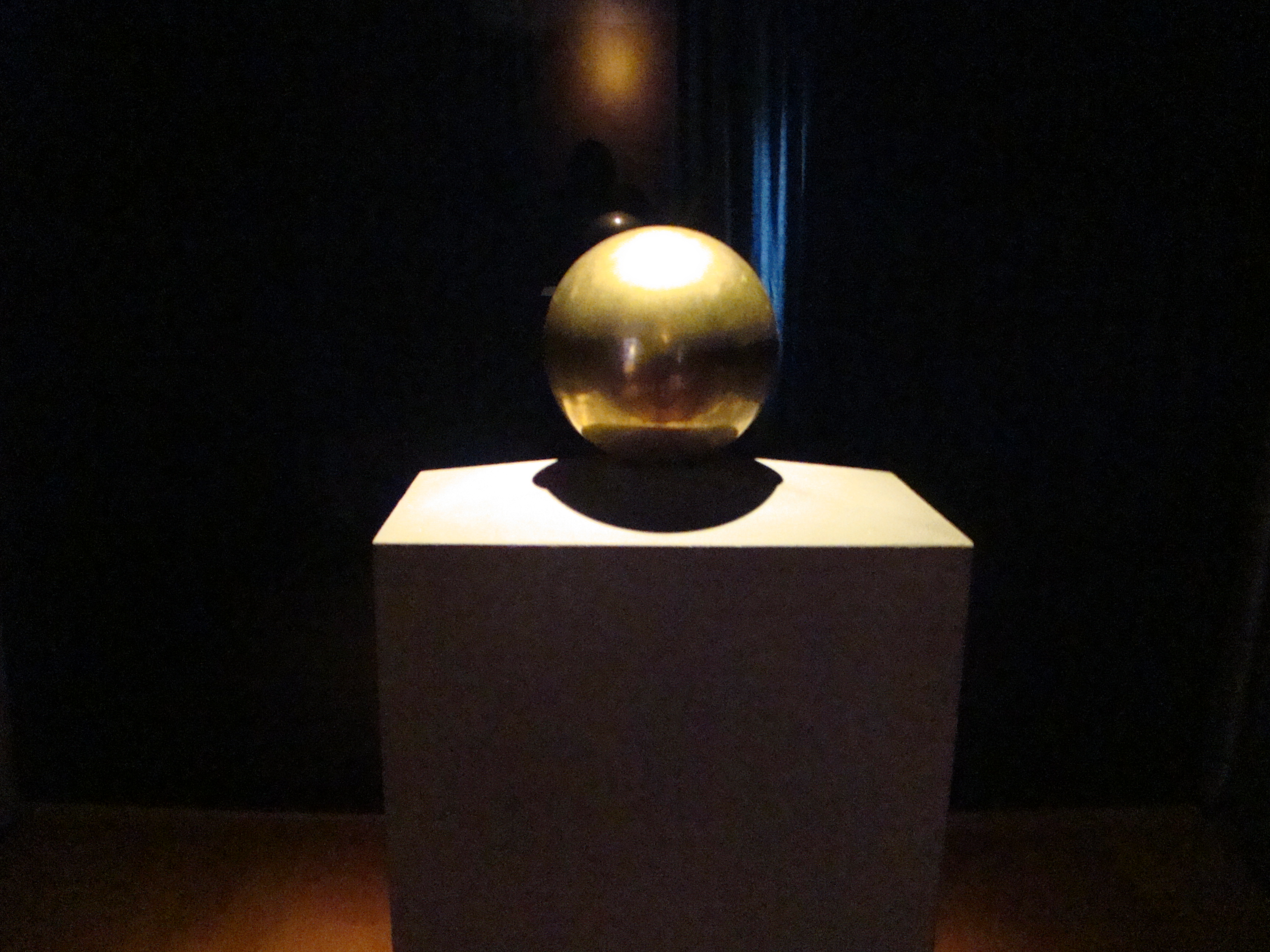
Urne de Nikola Tesla (Belgrade, musée Nikola-Tesla).

Perclus de TOC, insomniaque chronique, il meurt le 7 janvier 1943 dans sa chambre d'hôtel à New York, seul, sans un sou et couvert de dettes, laissant derrière lui plus de 300 brevets et la réputation de savant génial, visionnaire et à moitié fou. Il reçoit le 17 janvier des funérailles nationales dans la cathédrale Saint-Jean le Théologien de New York, regroupant 2 000 personnes. Son corps est ensuite transporté au Ferncliff Cemetery où il est par la suite incinéré.
Après le décès de Nikola Tesla, sa famille engage avec l’administration américaine une longue procédure judiciaire pour acquérir ses documents de travail et ses effets personnels. En 1952, son neveu Sava Kosanović obtient que sa succession entière (manuscrits originaux, milliers de lettres, de photographies et la plupart de ses inventions) soit expédiée à Belgrade. Après un long procès, ce même neveu réussit, en 1957, à récupérer l’urne funéraire de son oncle. L’urne et les documents sont aujourd’hui au musée Nikola-Tesla à Belgrade en Serbie.

## Inventions
Tesla est l'auteur d’environ 300 brevets dont beaucoup sont attribués à tort à Thomas Edison traitant de nouvelles méthodes pour aborder la conversion de l’énergie.
- Il est l’auteur du moteur électrique asynchrone, l’alternateur polyphasé, le montage triphasé en étoile, la commutatrice.
- Il aide Edison et fait en sorte que le courant continu fonctionne[192].
- Il est le principal promoteur du transport de l’énergie électrique en courant alternatif.[réf. souhaitée]
- En 1889, il s’intéresse à la haute fréquence et réalise un générateur fournissant une fréquence de 15 kHz.[réf. souhaitée]
- Il expose en 1891, lors de démonstrations, sa lampe « haute fréquence » à pastille de carbone.[réf. souhaitée]
- À partir de 1896, en parallèle à Branly, il effectue des expériences de télécommande. En se basant sur l’excitateur de Hertz, il met au point la bobine qui porte son nom et qui constitue un premier émetteur accordé à ondes amorties. Tesla définit les bases de la télé-automatique[193]. Il conçoit qu’on puisse un jour commander des véhicules à des centaines de kilomètres sans qu’il y ait d’équipage, en utilisant la télégraphie sans fil[194]. Il crée deux navires robots télécommandés dont un est submersible[195]. Ses brevets de 1895 contiennent en réalité les spécifications d’un bateau torpille sans équipage muni de six torpilles de 4,20 mètres[196].
- Expérimentation des gigantesques résonateurs à haute fréquence de 1899 à 1900 à Colorado Springs, en vue de la construction d’une tour de télécommunication à Wardenclyffe (Shoreham), Long Island.

### Autres idées majeures

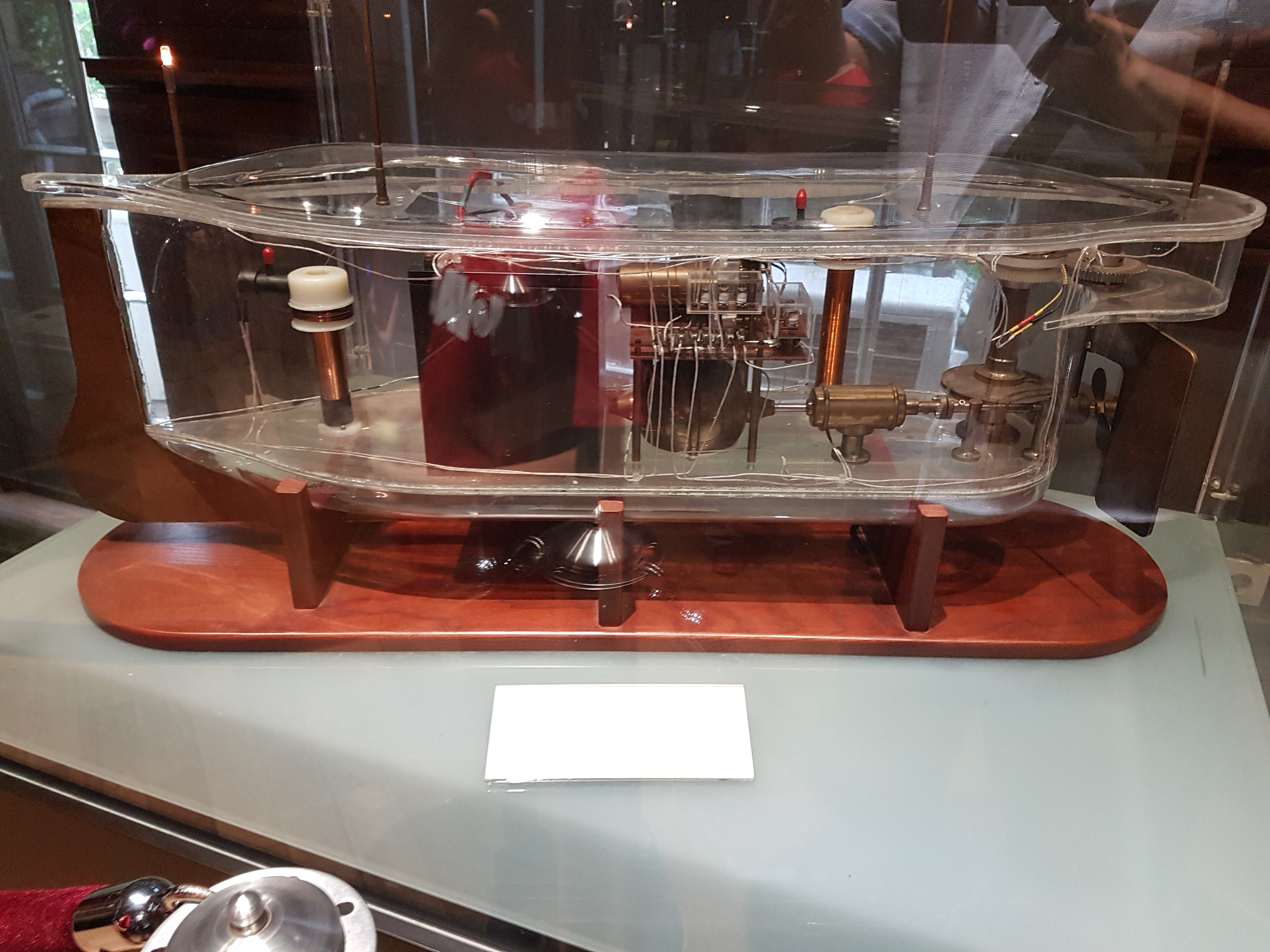
Robot Bateau de Tesla : Tesla crée le premier « robot » télécommandé, qu'il présente au Madison Square Garden à New York. Le bateau télécommandé sans fil, qu'il nomme « teleautomaton». Brevet déposé en 1898.

#### Les communications et la transmission d'énergie sans fil
Les théories de Tesla sur la possibilité de la transmission sans fil remontent à des conférences et des démonstrations qu'il a réalisées en 1893 à Saint-Louis dans le Missouri, au Franklin Institute en Pennsylvanie, et à la National Electric Light Association (en). Il met au point notamment la bobine Tesla vers 1891, puis entre 1895 et 1898 un transmetteur à amplification (en).

#### Le radar
En août 1917, Tesla propose les fréquences et l’énergie nécessaires pour un système de repérage à distance des obstacles dans le périodique The Electrical Experimenter. Il propose l’utilisation d’une onde entretenue pour repérer les objets, cette onde formant une onde stationnaire avec la réflexion par la cible lorsque la fréquence est ajustée convenablement (Radar à ondes entretenues). La fréquence utilisée permet alors de déterminer la distance de l’objet ou sa variation dans le temps permet de déduire la vitesse radiale de déplacement. Il propose comme alternative l’utilisation d’impulsions pour obtenir le même résultat. Tesla envisageait l’affichage des échos résultants sur un écran fluorescent, une idée reprise par le radar.

### Distinctions
- Le 6 novembre 1915, la une du New York Times[199] annonce que les prochains lauréats du prix Nobel de physique sont Edison et Tesla. Cette nouvelle provient de l’agence Reuters de Londres. Le 14 novembre, de Stockholm, la fondation Nobel dément l’information : les lauréats seront William Henry Bragg et son fils William Lawrence Bragg pour la détermination des structures cristallines par les rayons X (diffraction)[200].
- En 1917, il reçoit la médaille Edison de l’American Institute of Electrical Engineers.
- Il obtient la médaille John Scott en 1934, une récompense attribuée à des scientifiques depuis 1816. Marconi l’avait obtenue en 1931 et Edison en 1889 et 1929.
- Son nom a été donné en 1956 à l’unité d’induction magnétique : le tesla (symbole : T), qui est l’unité dérivée du Système international d'unités (SI) de l'induction magnétique (appelé parfois densité de flux magnétique ou champ magnétique).

## Vie privée

### Apparence

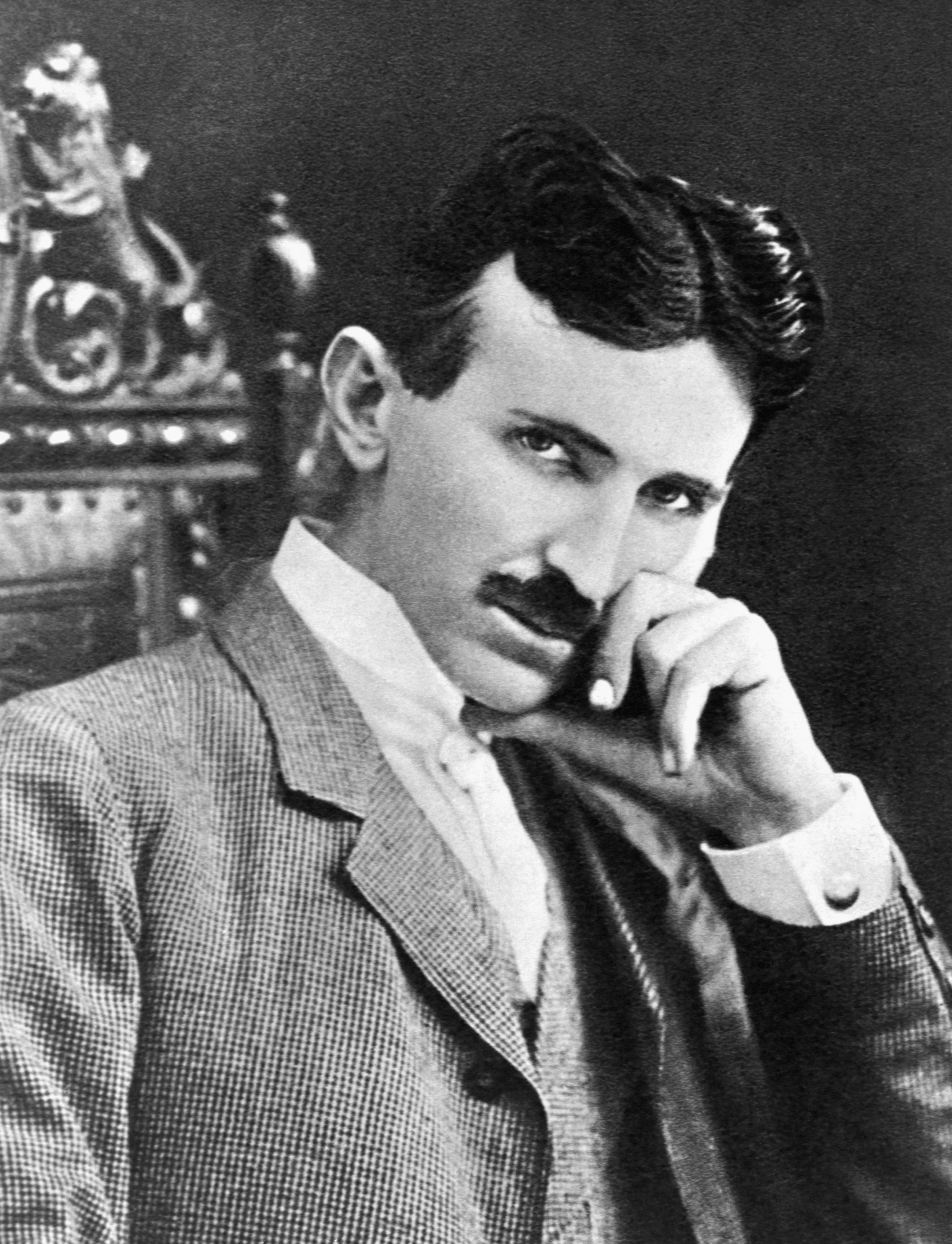
Nikola Tesla âgé de 40 ans.

Nikola Tesla mesure 1,88 m et pèse 64 kg entre 1888 et 1926, son poids variant très peu pendant cette période. Son apparence est décrite par le rédacteur en chef du journal Arthur Brisbane comme « presque le plus grand, presque le plus mince et certainement l'homme le plus sérieux qui se rend régulièrement chez Delmonico's ». Alors qu'il vit à New York, il est élégant et stylé, méticuleux dans sa toilette, ses vêtements et dans ses activités quotidiennes, une apparence qu'il entretient afin de favoriser ses relations d'affaires. Il s'est autoproclamé « l'homme le plus élégant de la Cinquième Avenue ». Il est également décrit comme ayant les yeux clairs, de « très grandes mains » et des pouces « remarquablement grands ».

### Mémoire eidétique
Au cours de sa vie, Tesla lit de nombreux ouvrages, mémorisant des livres complets, et possède soi-disant une mémoire photographique. Il est polyglotte, parlant huit langues : serbo-croate, tchèque, anglais, français, allemand, hongrois, italien et latin. Tesla raconte dans son autobiographie qu'il a vécu des moments d'inspiration détaillés. Il lui arrive à plusieurs occasions de voir des éclairs de lumière aveuglants, souvent accompagnés de visions. Souvent, ces visions sont liées à un mot ou à une idée qu'il aurait pu rencontrer ; à d'autres moments, elles apportent la solution à un problème particulier qu'il rencontre. En entendant le nom d'un objet, il peut l'imaginer dans ses moindres détails. Tesla peut visualiser une invention dans son esprit avec une extrême précision, en incluant toutes les dimensions, avant de passer à l'étape de la construction, une technique parfois appelée « pensée visuelle ». Il ne fait généralement pas de dessins à la main, mais travaille de mémoire. Dès son enfance, Tesla a de fréquents flashbacks sur des événements qui se sont produits auparavant dans sa vie.

### Relations
Tesla est asocial et a tendance à s'isoler dans son travail,,. Cependant, lorsqu'il s’engage finalement dans des activités sociales, de nombreuses personnes parlent de Tesla de manière très positive et admirative. Robert Underwood Johnson l'a décrit comme ayant atteint « une douceur, une sincérité, une modestie, un raffinement, une générosité et une force remarquables ». Sa secrétaire, Dorothy Skerrit, a écrit : « son sourire génial et sa noblesse d'allure ont toujours dénoté les caractéristiques de gentleman qui étaient si ancrées dans son âme ». L'ami de Tesla, Julian Hawthorne, a écrit : « On rencontrait rarement un scientifique ou un ingénieur qui était aussi poète, philosophe, amateur de musique, linguiste et connaisseur de la nourriture et des boissons ».
Tesla ne s'est jamais marié, expliquant sa chasteté comme très utile pour ses capacités scientifiques. Margaret Cheney, auteure de Nikola Tesla : L'homme qui a éclairé le monde, explique également que ses multiples phobies font de Tesla « un candidat peu probable à des relations intimes ». Tesla aurait cependant eu un nombre important de femmes intéressées à lui et, alors qu'il vit à New York, il aurait loué deux chambres d'hôtels en même temps à deux endroits différents de la ville pour « rencontrer des amis spéciaux ».
Tesla est un bon ami de Francis Marion Crawford, Robert Underwood Johnson, Stanford White, Fritz Lowenstein, George Scherff et Kenneth Swezey,,. Au milieu de sa vie, Tesla devient un ami proche de Mark Twain ; ils passent beaucoup de temps ensemble dans son laboratoire et ailleurs. Twain a notamment décrit l'invention du moteur à induction de Tesla comme « le brevet le plus précieux depuis le téléphone ». Lors d'une fête organisée par l'actrice Sarah Bernhardt en 1896, Tesla rencontre le moine hindou indien Vivekananda et tous deux discutent de la façon dont les idées de l'inventeur sur l'énergie semblent correspondre à la cosmologie védantique. À la fin des années 1920, Tesla se lie d'amitié avec George Sylvester Viereck, poète, écrivain, mystique et plus tard, propagandiste nazi. Tesla assiste occasionnellement à des dîners organisés par Viereck et sa femme,.
Tesla peut parfois être dur et exprimer ouvertement son dégoût pour les personnes en surpoids. Il est prompt à critiquer les vêtements ; à plusieurs reprises, Tesla ordonne à une employée de rentrer chez elle et de changer de robe. À la mort de Thomas Edison, en 1931, Tesla fournit la seule opinion négative d'une vaste couverture de la vie d'Edison pour The New York Times :

« Il n'avait pas de passe-temps, ne s'occupait d'aucune sorte d'amusement et vivait au mépris des règles d'hygiène les plus élémentaires... Sa méthode était extrêmement inefficace, car il fallait couvrir un terrain immense pour obtenir quoi que ce soit, à moins que le hasard n'intervienne et, au début, j'ai presque été un témoin désolé de ses actes, sachant qu'un peu de théorie et de calcul lui aurait permis d'économiser 90 % du travail. Mais il avait un véritable mépris pour l'apprentissage des livres et les connaissances mathématiques, se fiant entièrement à son instinct d'inventeur et son sens pratique américain. »

### Habitudes

#### Sommeil
Tesla a affirmé ne jamais dormir plus de deux heures par nuit, mais il a admis « s'assoupir » de temps en temps « pour recharger ses batteries »,. Durant sa deuxième année d'études à Graz, Tesla a développé une compétence passionnée pour le billard, les échecs et le jeu de cartes, passant parfois plus de 48 heures d'affilée à une table de jeu. À une occasion, dans son laboratoire, Tesla a travaillé pendant 84 heures sans repos. Kenneth Swezey, un journaliste avec qui Tesla s'était lié d'amitié, a confirmé que Tesla dormait rarement. Swezey se souvient d'une fois où Tesla l'a appelé à 3 heures du matin : « Je dormais dans ma chambre comme un mort… Soudain, la sonnerie du téléphone m'a réveillé… [Tesla] parlait de façon animée, avec des pauses, [alors qu'il]… travaillait sur un problème, comparant une théorie à une autre, commentant ; et quand il a senti qu'il était arrivé à la solution, il a soudainement raccroché le téléphone ».

#### Routine
Tesla travaillait tous les jours de 9 h à 18 h ou plus tard, avec un dîner à 20 h 10 exactement, au restaurant Delmonico's, ou plus tard dans sa vie à l'hôtel Waldorf-Astoria. Tesla commandait alors par téléphone son dîner au maître d'hôtel, qui était le seul à pouvoir le servir. « Le repas devait être prêt à huit heures… Il dînait seul, sauf dans les rares occasions où il donnait un dîner à un groupe pour remplir ses obligations sociales. Tesla reprenait alors son travail, souvent jusqu'à 3 heures du matin ». Tesla est devenu végétarien dans les dernières années de sa vie, ne vivant que de lait, de pain, de miel et de jus de légumes,.

## Opinions et croyances

### Physique expérimentale et théorique
Tesla n'est pas d'accord avec la théorie selon laquelle les atomes sont composés de particules subatomiques plus petites, affirmant qu'il n'existe pas d'électrons créant une charge électrique. Il pense que si les électrons existent, ils sont un quatrième état de la matière ou « sous-atome » qui ne peut exister que dans un vide expérimental et qu'ils n'ont rien à voir avec l'électricité,. Tesla pense que les atomes sont immuables — ils ne peuvent pas changer d'état ou être divisés de quelque façon que ce soit. Il croit au concept du XIXe siècle d'un éther omniprésent qui transmet l'énergie électrique.
Tesla est généralement en désaccord avec les théories sur la conversion de la matière en énergie. Il est également critique de la théorie de la relativité d'Albert Einstein, disant :

« Je soutiens que l'espace ne peut être courbé, pour la simple raison qu'il ne peut avoir aucune propriété. On pourrait tout aussi bien dire que Dieu a des propriétés. Il n'a pas de propriétés, mais seulement des attributs et ceux-ci sont de notre propre fabrication. On ne peut parler de propriétés que lorsqu'il s'agit de la matière qui remplit l'espace. Dire qu'en présence de grands corps, l'espace devient courbe équivaut à dire que quelque chose peut agir sur rien. Pour ma part, je refuse de souscrire à une telle opinion. »

Tesla prétend avoir développé son propre principe physique concernant la matière et l'énergie, sur lequel il commence à travailler en 1892 et, en 1937, à l'âge de 81 ans, il affirme dans une lettre avoir achevé une « théorie dynamique de la gravité » qui « [mettrait] fin aux spéculations oiseuses et aux conceptions erronées, comme celle de l'espace courbe »,. Il affirme que la théorie est « élaborée dans tous ses détails » et qu'il espère la donner bientôt au monde. Ses écrits n'ont jamais permis d'élucider davantage sa théorie.

### Société
Tesla est largement considéré par ses biographes comme étant un humaniste dans sa vision philosophique en plus de ses dons de scientifique technologique,,. Cela ne l'empêche pas, comme beaucoup de son époque, de devenir un partisan d'une version de l'eugénisme, basée sur une sélection artificielle imposée. Bien que son argumentation ne dépende pas du concept de « race maîtresse » ou de la supériorité inhérente d'une personne par rapport à une autre, il plaide en faveur de l'eugénisme dans une interview accordée en 1937 et déclare : « […] le nouveau sens de la pitié de l'homme a commencé à interférer avec les rouages impitoyables de la nature. La seule méthode compatible avec nos notions de civilisation et de race est d'empêcher l'élevage d'inaptes par la stérilisation et l'orientation délibérée de l'instinct d'accouplement… La tendance de l'opinion parmi les eugénistes est que nous devons rendre le mariage plus difficile. Il est certain qu'aucune personne qui n'est pas un parent désirable ne devrait être autorisée à produire une progéniture. Dans un siècle, il ne viendra plus à l'esprit d'une personne normale de s'accoupler avec une personne eugéniquement inapte. »
Jeune, Tesla ne s'estime pas digne d'une femme, considérant les femmes comme supérieures sur tous les points. Son opinion commence à osciller plus tard, lorsqu'il se met à penser que les femmes essayent de surpasser les hommes et de se rendre plus dominantes. Cette « nouvelle femme » est accueillie avec beaucoup d'indignation par Tesla, qui a le sentiment que les femmes perdent leur féminité en essayant d'être au pouvoir. Dans une interview accordée au Galveston Daily News le 10 août 1924, il déclare : « À la place de la femme douce et à la voix douce que je vénère, est venue la femme qui pense que sa principale réussite dans la vie consiste à se faire autant que possible l'égale de l'homme — dans sa tenue, sa voix et ses actions, dans les sports et les réalisations de toutes sortes... La tendance des femmes à écarter l'homme, à supplanter le vieil esprit de coopération avec lui dans toutes les affaires de la vie, me déçoit beaucoup ».
Au 21e siècle, l'interview du Galveston Daily News rend Tesla populaire auprès du mouvement MGTOW, une communauté masculiniste anti-mariage qui considère l'inventeur comme l'un des pionniers de leur mouvement. Selon Massimo Teodorani, auteur de la biographie Tesla, L'éclair du génie, le rapprochement entre Tesla et ce mouvement relève de l'instrumentalisation politique. Toujours selon Teodorani, l'interview démontre plus la personnalité étrange de Tesla qu'une mentalité sexiste. Dans une autre interview datée de 1926, Tesla déclare d'ailleurs : « la lutte de la femme pour l'égalité des sexes va donner lieu à un nouvel ordre sexuel, avec la femme comme supérieure […] Ce n'est pas dans l'imitation physique superficielle des hommes que les femmes affirmeront d'abord leur égalité et ensuite leur supériorité, mais dans l'éveil de leur intelligence. À travers d'innombrables générations, […] l'asservissement social des femmes a naturellement entraîné l'atrophie partielle ou du moins la suspension héréditaire des qualités mentales dont nous savons maintenant que le sexe féminin n'est pas moins doté que le sexe masculin »,,.

### Religion
Tesla est élevé en tant que chrétien orthodoxe mais ne se considère pas comme un « croyant au sens orthodoxe ». Il déclare s'opposer au fanatisme religieux et que « le bouddhisme et le christianisme sont les plus grandes religions, tant en nombre de disciples qu'en importance ». Il a également déclaré : « Pour moi, l'univers est simplement une grande machine qui n'a jamais vu le jour et ne finira jamais » et « ce que nous appelons « âme » ou « esprit » n'est rien de plus que la somme des fonctionnements du corps. Lorsque ce fonctionnement cesse, l'« âme » ou l'« esprit » cesse également ».
Accessoirement, il s’intéresse aussi à la mythologie hindoue, ainsi qu'au sanskrit.

## Postérité

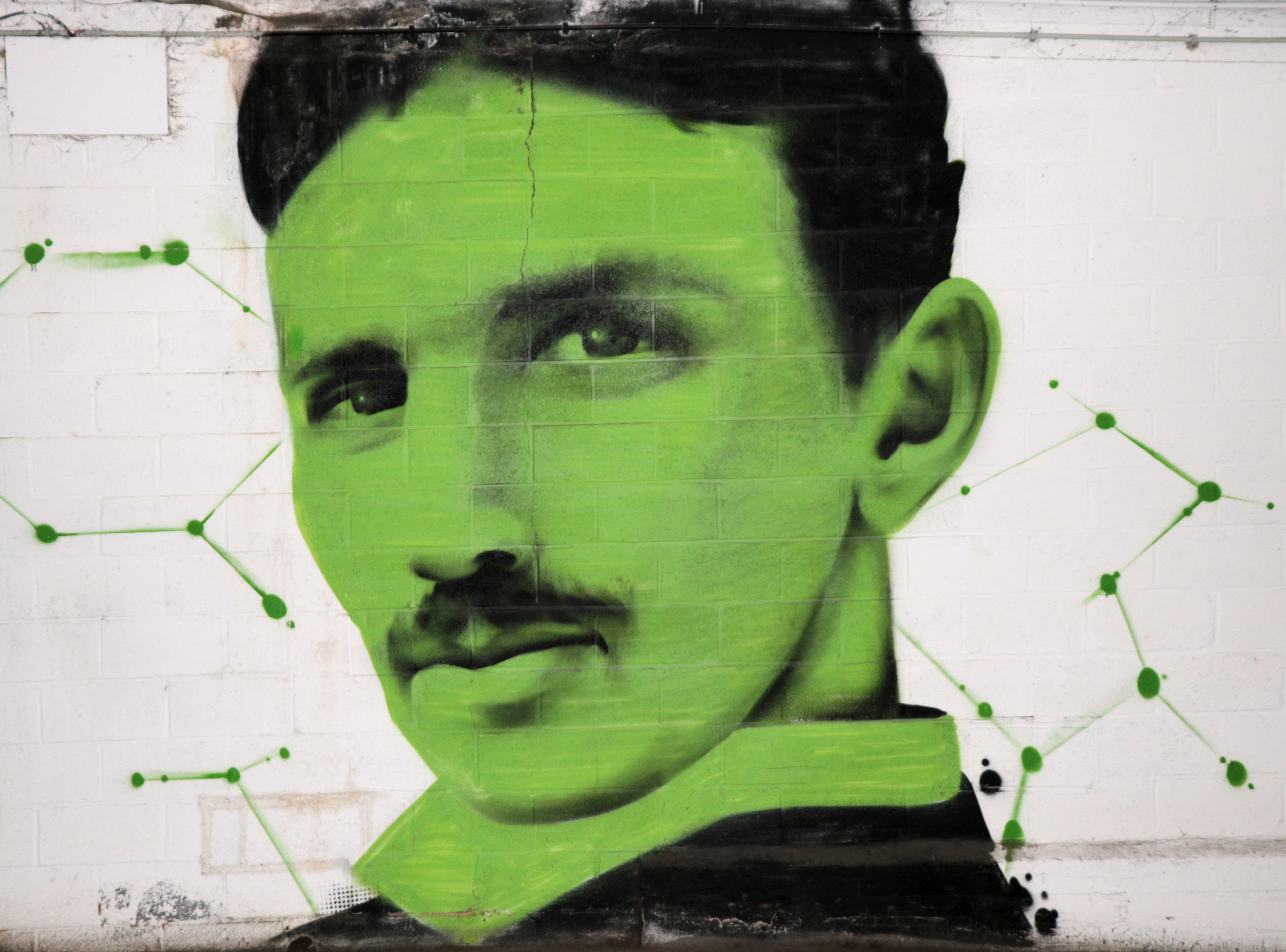
Peinture murale sous la place des Sciences à Louvain-la-Neuve en Belgique.

La plupart des membres de la famille de Nikola Tesla ont été tués par les Oustachis lors du génocide contre les Serbes dans l'État indépendant de Croatie, ; William Terbo, petit-fils de Angelina Tesla — la sœur aînée de Nikola — et décédé en 2018 dans le New Jersey, a revendiqué être le dernier membre connu de la famille de Nikola Tesla,. Des descendants de cousins germains de Nikola Tesla portent toujours le nom de famille « Tesla ».
L'héritage de Tesla perdure cependant dans de nombreux livres, films, séries télévisées, pièces de théâtre, bandes dessinées, jeux vidéo et également dans le monde de la musique. L'impact des technologies inventées ou imaginées par Tesla est un thème récurrent dans divers types de science-fiction,.
Plusieurs lieux, objets et entreprises ont été nommés en hommage à Tesla, comme la bobine Tesla, l'oscillateur de Tesla, la tour de Tesla, la turbine de Tesla, l'unité de l'induction électromagnétique, la société Tesla, Inc. (constructeur de voitures électriques) et l'aéroport Nikola-Tesla de Belgrade,,,,,. Un cratère sur la Lune et l'astéroïde (2244) Tesla portent également le nom de l'inventeur. Depuis 2023, son portrait orne les pièces de 10, 20 et 50 centimes d'euro croates.
Le scientifique a également été célébré par des dates commémoratives nationales et régionales dans le monde entier, comme en Serbie, au Canada, à Niagara Falls dans l'État de New York et à Palo Alto, aux États-Unis, à Niagara Falls en Ontario et à Hamilton, au Canada, et à Bakou, en Azerbaïdjan,,,,,,,.
Une peinture murale lui rend hommage dans la ville universitaire de Louvain-la-Neuve en Belgique, dans le parking situé sous la place des Sciences.